# Liste der Straßen und Plätze in Radebeul

Radebeuls Wappen: Die Weintraube steht für die Wein- und Gartenstadt

Die Liste der Straßen und Plätze in Radebeul gibt eine Übersicht über die Straßen und Plätze der sächsischen Stadt Radebeul. Angeführt werden neben den Namen auch die Stadtteile, durch die die Straßen verlaufen, das Jahr der letzten Namenswidmung, der Namensgeber sowie die ehemaligen Straßennamen. Darüber hinaus sind die in den Straßen liegenden denkmalgeschützten Gebäude bzw. Sehenswürdigkeiten wie auch die dort liegenden, mit einem Radebeuler Bauherrenpreis ausgezeichneten Gebäude mit ihren Hausnummern aufgeführt, dazu Anmerkungen sowie ehemalige Bewohner dieser Straße.
Straßennamen tauchen heutzutage in Radebeul jeweils nur einmal auf. Bei der Vereinigung von Stadtteilen wurden die Namen jeweils gewechselt, so dass es in einer zusammengehörenden Gemeinde jeweils immer nur beispielsweise eine Hauptstraße gab, jedoch auf dem Gebiet der Lößnitz in früherer Zeit durchaus mehrere in den noch nicht vereinten Gemeinden.
Das mehrfache Auftauchen des gleichen Straßennamens bei mehreren Stadtteilen bedeutet, dass die jeweilige Straße in mehreren Stadtteilen liegt bzw. diese durchquert. Die Hausnummern sind der Lage gemäß den jeweiligen Stadtteilen zugeordnet. Somit kann die Liste auch nach Stadtteilen sortiert werden und erfasst alle Straßen, die in diesen liegen. Die von Ost nach West durch ganz Radebeul führende Meißner Straße durchquert beziehungsweise berührt auf diese Weise sechs Stadtteile, je nachdem, ob die Stadtteilgrenzen quer oder längs der Straße verlaufen, und in Abhängigkeit davon, ob die Grenze in der Mitte der Straße verläuft oder an ihrem Rand, womit nur die angrenzenden Grundstücke mit ihren Straßennummern zu dem anderen Stadtteil gehören.
Radebeuls Wappen zeigt für den Weinbau im oberen Teil eine grüne Weintraube mit Laub, ein Motiv, das auch bei einigen Straßennamen in Form von Am Weingut, Weintraube, Weinberg, Winzer oder Rebe wiederkehrt oder als Bezug zu alten Weinbergsnamen.

## Legende
Die in der Tabelle verwendeten Spalten listen die im Folgenden erläuterten Informationen auf:
- Straßen-/Platzname: Bezeichnung der einzelnen Straßen und Plätze.

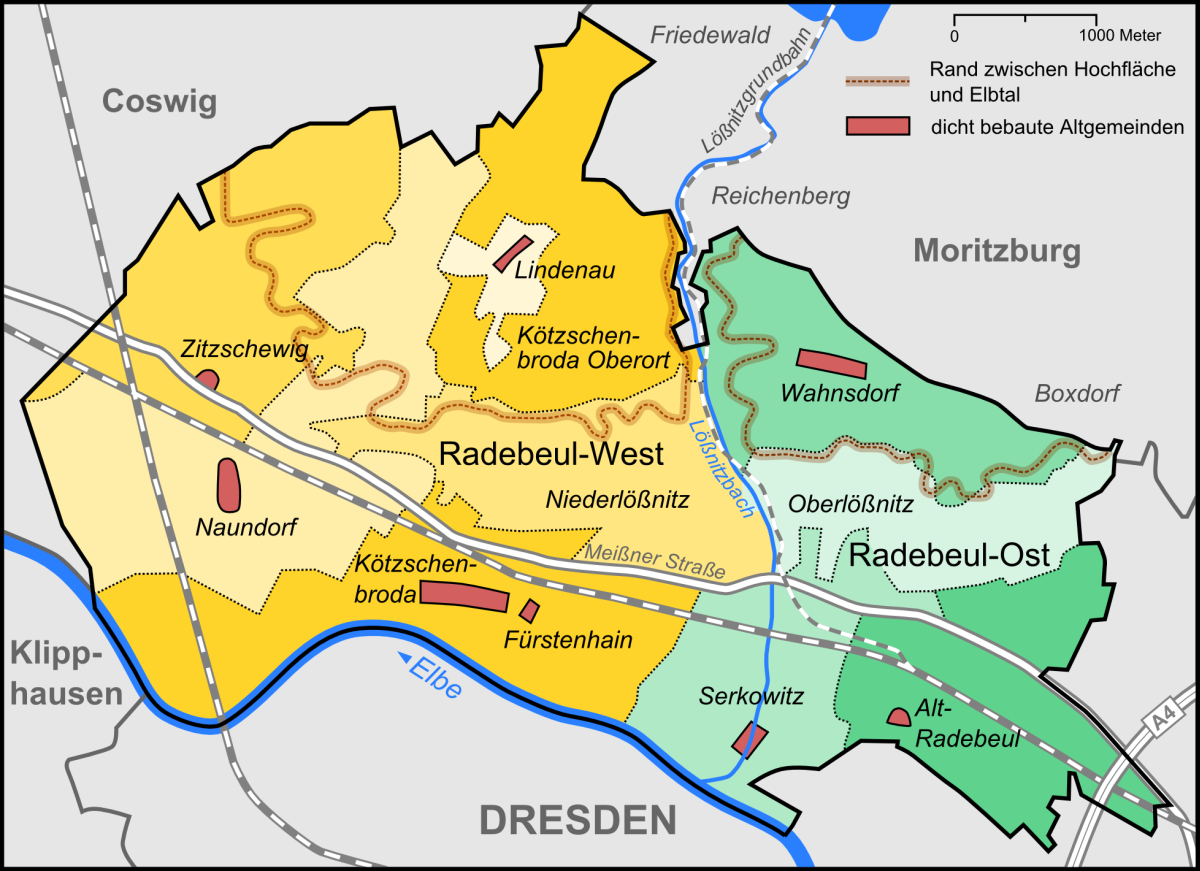
Übersicht über die Lage der Radebeuler Stadtteile

- Stadtteil: Heutiger Radebeuler Stadtteil, so wie in der hiesigen Karte dargestellt.
  - FUE: Fürstenhain (Straßenliste mit Fotos und Koordinaten)
  - KOE: Kötzschenbroda (Straßenliste mit Fotos und Koordinaten)
  - KOO: Kötzschenbroda Oberort (Straßenliste mit Fotos und Koordinaten)
  - LIN: Lindenau (Straßenliste mit Fotos und Koordinaten)
  - NAU: Naundorf (Straßenliste mit Fotos und Koordinaten)
  - NDL: Niederlößnitz (Straßenliste mit Fotos und Koordinaten)
  - OBL: Oberlößnitz (Straßenliste mit Fotos und Koordinaten)
  - RAD: Alt-Radebeul (Straßenliste mit Fotos und Koordinaten)
  - SER: Serkowitz (Straßenliste mit Fotos und Koordinaten)
  - WAH: Wahnsdorf (Straßenliste mit Fotos und Koordinaten)
  - ZIT: Zitzschewig (Straßenliste mit Fotos und Koordinaten)
- Widmung: Datum der Namenswidmung.
- Namensgeber: Namensgeber der letztmaligen Namenswidmung.
- Alte Namen: Vorherige Namen der Straßen und Plätze.
- Kulturdenkmale. Sehenswürdigkeiten. Bauherrenpreise: Hausnummern der in dieser Straße liegenden Denkmale, Kulturdenkmale, Sehenswürdigkeiten (z. B. Erwähnung im Dehio[2][3][4][5]) oder Bauherrenpreise. (Nummern in Klammer geben die Grundstücksnummer bei namentlich genannten Denkmalen oder Sehenswürdigkeiten an.)
- Bemerkung. Bewohner: Nähere Erläuterung sowie ehemalige Bewohner dieser Straße. Hausnummern werden angegeben, wenn die Gebäude nicht in der Spalte davor aufgeführt sind.

## Straßen- und Platzverzeichnis
| Straßen-/Platzname           | Stadtteil | Widmung                 | Namensgeber                                                                 | Alte Namen | Kulturdenkmale. Sehenswürdigkeiten. Bauherrenpreise | Bemerkung. Bewohner |
| ---------------------------- | --------- | ----------------------- | --------------------------------------------------------------------------- | --- | --- | --- |
| Ahornstraße                  | RAD       | 1903                    |                                                                             | | 5/7, 9 | Straßenausbau 1905 |
| Albert-Eyckhout-Straße       | NAU       | 1998                    | Albert Eyckhout                                                             | | | Eyckhout malte die Hoflößnitz aus |
| Albertplatz                  | RAD       | 1903, 1999 bestätigt    | Albert von Sachsen                                                          | | | |
| Alfred-Naumann-Straße        | NDL       | 1920                    | Alfred Naumann                                                              | Königstraße | 13, 15 | Naumann wohnte Ledenweg 14 |
| Alfred-Sparbert-Straße       |           | 2015                    |                                                                             | | | |
| Altfriedstein                | NDL       | 1902                    | Altfriedstein                                                               | | 6, 7 | siehe auch Villenkolonie Altfriedstein |
| Altkötzschenbroda            | KOE       | 1935                    | Kötzschenbroda                                                              | Mitte 19. Jh. Hauptstraße, Markt (östl. Teil) | Kriegerdenkmal, 5, 8, 10, 11, 13, 15, 17, 18, 19, 20, 21, 22, 24, 25, 28, 32, 33, 39, Friedenskirche und Kirchhof, „Chronos und die Trauernde“, Lutherhaus (40), 41, 44, 45, 46, 47, 48, 49, 53, 54, 55, 56, 57, 58, 59, 61, 62, 64, 68, 70 | Stadtgalerie Radebeul, Heimatstube Kötzschenbroda. Johann Samuel Gottlob Flemming, Augustin Prescher, Christophorus Bulaeus, Große (Baumeisterfamilie), Wilhelm Eichler, Anton Weck |
| Altlindenau                  | LIN       | 1925                    | Lindenau                                                                    | | 1, 18, 20, 24, 26, 28, 33 | alte Dorfstraße. Teil der Kreisstraße 8018 |
| Altnaundorf                  | NAU       | 1924                    | Naundorf                                                                    | Hauptstraße, nördlicher Teil nach 1920 umgangssprachlich Höpplerplatz | Kriegerdenkmal, 1, 2, 4, 5, 6, 7, 8, 9, 10, 11, 12, 13, 14, 19, 20, 21, 22, 23, 24, 25, 26, 27, 28, 29, 30, 31, 32, 33, 34, 35, 37, 40 | |
| Altserkowitz                 | SER       | 1905                    | Serkowitz                                                                   | 1877 Talstraße, 1903 Meißner Platz | 1, 3, 4, 14, 15, 19, 20 | |
| Altwahnsdorf                 | WAH       | 1934                    | Wahnsdorf                                                                   | Hauptstraße | Albertstein, Kriegerdenkmal, Triangulationspfeiler (12), 42, 44, 63, 66, 86 | Errichter der Wetterwarte: Paul Schreiber |
| Alt-Wettinshöhe              | ZIT       | 2004                    | Wettinshöhe                                                                 | ehem. Teil des Krapenbergwegs | 1, 2 | |
| Altzitzschewig               | ZIT       | 1924                    | Zitzschewig                                                                 | Dorfplatz | Angergarten, 2, 3, 4, 5, 7, 8, 10, 11, 15, 16, 17, 18 | |
| Alvslebenplatz               | RAD       | um 1900                 | Melitta Otto-Alvsleben                                                      | | | Melitta Otto-Alvsleben wohnte in der Nähe, vermutlich Eduard-Bilz-Straße 19 |
| Alvslebenplatz               | SER       | um 1900                 | Melitta Otto-Alvsleben                                                      | | | Melitta Otto-Alvsleben wohnte in der Nähe |
| Am Alten Güterboden          | RAD       | 2005                    | Güterboden Bahnhof Radebeul Ost                                             | | 2, 4 | |
| Am Bornberge                 | NDL       | 1935                    |                                                                             | Borngasse, 1883 Bornstraße | 2, 9, 10, 16 | nach einer schon zu Anfang des 17. Jh. belegten Weinbergsbezeichnung |
| Am Bornberge                 | KOE       | 1935                    |                                                                             | Borngasse, 1883 Bornstraße | 5 | nach einer schon zu Anfang des 17. Jh. belegten Weinbergsbezeichnung |
| Am Brand                     | WAH       | 2016                    |                                                                             | 1936 Rodung | | |
| Am Dammberg                  | WAH       | 1939, 1999 (offiziell)  |                                                                             | | | |
| Am Dichterviertel            | RAD       | 2011                    |                                                                             | | | Ehem. Erschließungsstraße im Gebiet des vorhabenbezogenen Bebauungsplans Nr. 62 „Waldstraße“ (Dichterviertel) |
| Am Eichberg                  | ZIT       | 1940                    | Eichberg (214 m)                                                            | | | |
| Am Gasthof                   | ZIT       | 1988                    | Gasthof Rietzschkegrund                                                     | | | |
| Am Goldenen Wagen            | OBL       | 1935                    | Weinberg Goldener Wagen                                                     | 1913 Weinbergstraße, vor 1925 Spitzhausstraße | Goldener Wagen, 12, 14, 16 | |
| Am Gottesacker               | KOE       | 1935                    | Gottesacker                                                                 | Friedhofstraße | 14, 19, Alter Friedhof (33) | |
| Am Gymnasium                 | NDL       | 1999                    | Gymnasium Luisenstift                                                       | | | |
| Am Hasenbruch                | ZIT       | 2006                    |                                                                             | nach einem Weinberg zwischen Hausbergweg und Paulsbergweg | | |
| Am Heiteren Blick            | NDL       | 1999                    | Gaststätte Heiterer Blick                                                   | | | |
| Am Jacobstein                | NDL       | 1935                    | Jacobstein                                                                  | 1714 Berggasse, vor 1897 Grenzstraße, 1897 Friedrichstraße | 1, 2, 40 | historische Berggasse, schon in den Kötzschenbrodaer Rügen (1497) erwähnt. Johann George Ehrlich, Johann Peter Hundeiker, Christian Friedrich von Gregory |
| Am Jacobstein                | NAU       | 1935                    | Jacobstein                                                                  | 1714 Berggasse, vor 1897 Grenzstraße, 1897 Friedrichstraße | 9 | historische Berggasse, schon in den Kötzschenbrodaer Rügen (1497) erwähnt. Bei Oeder (um 1600) Teil der Salzstras Schloss Wackerbarth ursprünglich unter Am Jacobstein 44 (Niederlößnitz). |
| Am Katzenloch                | NAU       | 1989                    |                                                                             | | | vorher Teil vom Birkenbruch |
| Am Kreis                     | RAD       | 1897                    |                                                                             | ab um 1850 Kreis (umgangssprachlich), Barthstraße | 2, 14 | nach der Siedlungsform Rundling. Carl Gottlieb Barth |
| Am Kuffenhaus                | KOE       | 1997                    | Gaststätte Kleines Kuffenhaus                                               | | | |
| Am Mardersprung              | ZIT       | 1988                    |                                                                             | | | |
| Am Rosenhof                  | NDL       | 1925                    |                                                                             | | | |
| Amselweg                     | KOO       | nach 1945               |                                                                             | | | |
| Am Spittelholz               | KOO       | 1931                    |                                                                             | 1903 Verschönerungsweg nach der Flora (nördlicher Teil), Verschönerungsweg nach der Meierei (östlicher Teil) | | nach dem historischen Flurnamen, der auf den ehemaligen Besitzer Maternihospital zurückgeht |
| Am Stephansborn              | KOO       | 1935                    |                                                                             | Ringstraße (Teilstück) | | nach einem Brunnen, der im 18. Jh. Schloss Wackerbarth versorgte |
| Am Wasserturm                | KOO       | 1989                    | Wasserturm                                                                  | | Wasserturm | |
| Am Weingut Hausberg          | ZIT       | 2009                    | ehem. Weingut Hausberg                                                      | | | nach dem ehemaligen Weingut Hausberg. Das unter Denkmalschutz stehende Haupthaus stand an der Ecke Mittlere Bergstraße 58 und wurde 2009 abgerissen |
| Am Zechstein                 | ZIT       | 1988                    | Weinberg Zechstein                                                          | | | |
| An den Brunnen               | NAU       | 1924                    |                                                                             | um 1600 Am Holzenborn, Auf den Kottenbergen, Ringstraße, 1912 Bergstraße | 34 | |
| An den Brunnen               | KOO       | 1924                    |                                                                             | um 1600 Am Holzenborn, Auf den Kottenbergen, Ringstraße, 1912 Bergstraße | 12 | |
| An den Querstücken           | ZIT       | ca. 1880                |                                                                             | | | benannt nach der Art der Fluraufteilung |
| An den Wiesen                | NAU       | 1989                    |                                                                             | | | |
| An der Festwiese             | KOE       | 1997                    |                                                                             | | 9 | aus Teilen der Uferstraße und der Bahnhofstraße gebildet |
| An der Jägermühle            | NDL       | 1935                    | Jägermühle                                                                  | 1897 Grundstraße, 1912 Bachstraße | 1, 3, 5 | |
| An der Jägermühle            | OBL       | 1935                    | Jägermühle                                                                  | 1897 Grundstraße, 1912 Bachstraße | 9, 12, 16 | |
| An der Juchhöh               | LIN       | 1924                    |                                                                             | Amtsweg | | |
| An der Kaiserbrauerei        | NAU       | 2008                    | Kaiserbrauerei                                                              | | | nach der ehemals anliegenden Kaiserbrauerei |
| An der Siedlung              | RAD       | 1926                    |                                                                             | Wiesenstraße (Teilstück) | 6, 8 | |
| An der Unterführung          | NAU       | 1925                    |                                                                             | 1905 Unterführung | 5 | |
| An der Wetterwarte           | WAH       | 1995                    | Wetterwarte Wahnsdorf                                                       | | | Die ehemalige Wetterwarte, heute Staatliche Betriebsgesellschaft für Umwelt und Landwirtschaft im SMUL, liegt Altwahnsdorf 12 |
| An der Wilhelmshöhe          | WAH       | 1922                    | Gaststätte Wilhelmshöhe                                                     | | 3, 10 | |
| Andreas-Hofer-Straße         | KOO       | 1935                    | Andreas Hofer                                                               | 1911 An der Siedlung, 1925 Wiesenstraße | | |
| Andreas-Hofer-Straße         | LIN       | 1935                    | Andreas Hofer                                                               | 1911 An der Siedlung, 1925 Wiesenstraße | | |
| Anne-Frank-Straße            | RAD       | 1965                    | Anne Frank                                                                  | | | |
| Anton-Günther-Straße         | WAH       | 1940                    | Anton Günther                                                               | | | |
| Auenweg                      | KOE       | 1883                    |                                                                             | | | historischer Kommunikationsweg zwischen Kötzschenbroda und Serkowitz, nach der im frühen 17. Jh. gebräuchlichen Flurbezeichnung „in der Awen“. Georg Richter-Lößnitz (Nr. 5). Das Grundstück der heutigen Nr. 2 wurde nach 1648 das 24. und letzte Anwesen von Fürstenhain, es kam später zu Kötzschenbroda |
| Auerweg                      | NAU       | 1925                    | Waldgasthof zum Auer                                                        | Wettinallee, Kreyernweg | | |
| Auerweg                      | ZIT       | 1925                    | Waldgasthof zum Auer                                                        | Wettinallee, Kreyernweg | 1a, 2, 2a | Johann Samuel Gottlob Flemming, Alfred Piper |
| Auf den Bergen               | NDL       | 1897                    |                                                                             | Paradiesweg | 9, 11, 15 | alter Weinbergsweg |
| Auf den Ebenbergen           | NAU       | 1926                    | Ebenberge                                                                   | | Volkssternwarte (10a), 39 | nach einem alten Flurnamen, der 1322 erstmals urkundlich einen Kötzenbrodaer Weinberg erwähnte, „der Ebend genannt“ |
| Auf den Kottenbergen         | KOO       | 1931                    | Weinberg Kottaw                                                             | | | nach der schon im 15. Jh. belegten Weinbergsbezeichnung Kottaw (später auch Kuttenberge) |
| Auf den Scherzen             | NAU       | 1925                    |                                                                             | 1902 Neue Straße | 3 | historische Flurbezeichnung |
| August-Bebel-Straße          | RAD       | 1945                    | August Bebel                                                                | Langestraße, 1894 Lößnitzstraße, 1903 Roonstraße | 2, 5, 9, 17, 19, 20, 21, 23, 27 | Straßenausbau 1894. Teil der Kreisstraße 8005. Euchar Albrecht Schmid, Lothar Schmid, Gustav Röder |
| August-Bebel-Straße          | OBL       | 1945                    | August Bebel                                                                | Langestraße, 1894 Lößnitzstraße, 1903 Roonstraße | 30 | Straßenausbau 1894 |
| August-Kaden-Straße          | KOO       | 1945                    | August Kaden                                                                | 1926 Waldstraße, 1935 Eduard-Bilz-Straße | | August Kaden lebte in Kötzschenbroda, wo Felix Kaden geboren wurde |
| Augustusweg                  | SER       | 1934                    |                                                                             | seit 1624 belegter Name, 1877 Hauptstraße, 1897 Obere Hauptstraße, 1903 Arndtstraße | 1, Haltepunkt Weißes Roß, 3, 5, Trafostation, 13a, 18, 22, 25, 25a, 25b | alter Heide- und Hutungsweg, vermutlich Teil des kirchlichen Amtswegs zwischen Meißen und Stolpen, 1735 von Nienborg dokumentiert. Gustav Ziller, Moritz Ziller, Otto Ziller, Bernhard Weyrather, Helmut Heinze, Günter Schmitz. Baufirma „Gebrüder Ziller“ |
| Augustusweg                  | OBL       | 1934                    |                                                                             | seit 1624 belegter Name, 1897–1934 Schulstraße | 4, 43, 44, 46, 47, Haus Sorgenfrei (48), 51a, 62, 67, 71, 76, 77, 80a, 82, 88, 90, 92, 96, 100, 105, 110, 112, 112a, Kursächsischer Grenzstein, 114, 114a-g, 116, 116a                                                                      | Christian Gottlieb Ziller, Ernst Ziller, Moritz Ziller, Gustav Ziller, Paul Ziller, Eduard Bilz, Alfred Tischer, Christian Friedrich von Gregory, Erhard Hippold, Gussy Hippold-Ahnert, Rudolf Pätzold, Edward Goschen, Gustav von Metzsch, Felix Wach, Gerhard Meyer, Heinrich Conradi, Robert Thren |
| Bahnhofstraße                | KOE       | 1897, 1991 erneuert     | Haltepunkt Radebeul-Kötzschenbroda                                          | 1547 Vyheweg, 1860 Eisenbahnstraße, 1945 Straße der Befreiung | 7, 8, 8a, Haltepunkt Radebeul-Kötzschenbroda (10), 11, 12, 12b, 17, 19, 20 | im Verlauf eines historischen Viehwegs. Hermann Ilgen |
| Bahnsteg                     | SER       | 1839, 1877 (amtlich)    |                                                                             | Vorwerksteg | 1 | 1735 von Nienborg dokumentiert |
| Barkengasse                  | ZIT       | 1924 (offiziell)        |                                                                             | 1676 Barickengasse, Wettinallee | Hohenhaus (6), 17 | nach „boricka“ für ein altes Waldgebiet. Meißner Bischöfe, Johann Georg von Rechenberg, Freiin von Werthern, Heino Heinrich von Flemming, Gerhart Hauptmann, Carl Hauptmann, Walther Stechow, Eberhard Stechow, Friedrich Magnus zu Solms-Wildenfels, Alexander Münch, Hansgerhard Weiss |
| Barthhübelstraße             | RAD       | 1903                    |                                                                             | | 1/3 | nach altem Flurnamen (1560 Bardt Hübel, 1653 Barth Hüffel). schon im 14. Jh. im Dresdner Raum belegter Familienname |
| Bennostraße                  | SER       | 1903                    | Benno von Meißen                                                            | Mittelgasse, 1897 Mittlere Bergstraße | 2 | alter Weinbergsweg, 1735 von Nienborg dokumentiert |
| Bennostraße                  | OBL       | 1903                    | Benno von Meißen                                                            | Mittelgasse, 1897 Mittlere Bergstraße | 3, 7, 11, 15, 23, 25, 27a, 29, 34, Bennoschlösschen (35), 36, 38/40, Haus Steinbach (41) | alter Weinbergsweg, 1735 von Nienborg dokumentiert. Hans Harrer, Familie Metzsch-Reichenbach, Alexander Münch, Gabriele Reinemer, Detlef Reinemer, Carl Friedrich Haase |
| Bergblick                    | SER       | 1967                    |                                                                             | 1898 Blumenstraße, 1935 Gysaestraße | 2, 3 | Straßenausbau 1898. Alwin Höhne |
| Bernhard-Voß-Straße          | KOE       | 1945                    | Bernhard Voß, Widerstandskämpfer                                            | 1875 Dresdner Straße, 1897 Blücherstraße | 17, 18, 23, 25, 25a | Johannes Wilhelm Hofmann |
| Bertheltstraße               | NAU       | 1925                    | August Berthelt                                                             | 1905 Schulstraße, Hinter den Gärten | 7, 10, 10a | |
| Bertolt-Brecht-Straße        | RAD       | 1960                    | Bertolt Brecht                                                              | | | |
| Bettina-von-Arnim-Straße     | RAD       | 2000                    | Bettina von Arnim                                                           | | | |
| Birkenbruch                  | ZIT       | 1940                    |                                                                             | | | alte Flurbezeichnung |
| Birkenstraße                 | RAD       | 1894                    |                                                                             | Am niederen Stadtwege | 2, 13 | Straßenausbau 1894 |
| Bischofsweg                  | ZIT       | 1924                    | Bischofspresse                                                              | Leiten- oder Lehdenweg | 1, 30 | |
| Blumenstraße                 | NDL       | 1891                    |                                                                             | | 4, 5, 6, 9, 11, 12, 15, 16, 17, 19, 21 | Karl Sinkwitz, Carl v. Waeber |
| Bodelschwinghstraße          | NDL       | 1945                    | Friedrich von Bodelschwingh der Ältere                                      | 1893 Mathildenstraße | 2, 6, 8, 10 | |
| Bodenweg                     | WAH       | 1936                    |                                                                             | | Zugang zur Cikkurat (OBL), 39b (OBL) | nach altem Flurnamen (1780 Vorwerkfelder „am Boden“) |
| Borstraße                    | NDL       | 1883                    |                                                                             | um 1600 Buhrgaß, 1843 Borweg, 1875 Bohr-Gaß, 1880 Boorstraße | 3a, 4/4c, 7, 9, Kath. Pfarramt mit Christ-Königs-Kapelle (11), Kirche Christus König (11), 14, 15, 17, 17a, 19, 27, 28, Einfriedung und Tor Nr. 33 (Gartenseite an der Meißner Straße), Nr. 41, 47, 54, 58                                  | nach dem historischen Flurnamen „off dem bore“ (sorb. „bor“, Kiefer/Föhre). Wilhelmine Heimburg, Max Lehnig, Walther Ruge (Nr. 31), Moritz Lilie (Nr. 38), Oscar Pletsch (Nr. 57), Franz Jörissen (Nr. 55) |
| Boxdorfer Straße             | WAH       | 1936                    | Boxdorf                                                                     | | | |
| Brockwitzer Straße           | NAU       | 1940                    | Brockwitz                                                                   | | 2, 4 | |
| Brunnenplatz                 | RAD       | 1897                    |                                                                             | | 1, 4, 5 | nach dem sich dort ursprünglich befindenden Dorfbrunnen |
| Buchholzweg                  | KOO       | 1935                    |                                                                             | | | nach der um 1400 belegten Bezeichnung des Teils des Friedewalds („Buchhölzgen“), auf das Lindenau im 17. Jh. Hutungsrechte besaß. Johann Erich Gottschalch (Nr. 64) |
| Burgstraße                   | NDL       | 1905                    | Friedensburg                                                                | 1786 Kerbe, 1874 Steinigtweg | 2, 4, 5 | |
| Buschweg                     | KOO       | 1929                    |                                                                             | | | nach einem älteren Flurnamen |
| Carl-Pfeiffer-Straße         | KOE       | 1954                    | Carl Pfeiffer                                                               | | | Pfeiffer lebte im Knollenweg 8 |
| Carl-Pfeiffer-Straße         | NDL       | 1954                    | Carl Pfeiffer                                                               | | | Pfeiffer lebte im Knollenweg 8 |
| Carl-Schröder-Straße         | SER       | 1999                    | Carl Schröder                                                               | | | |
| Clara-Zetkin-Straße          | RAD       | 1945                    | Clara Zetkin                                                                | 1897 Sedanstraße | 1, 11, 12, 13, 14, 15, 20, 22, 23, 25 | Straßenausbau 1897 |
| Clemens-Brentano-Straße      | RAD       | 2010                    | Clemens Brentano                                                            | | | Straßenneubau, Freigabe 2012 |
| Cossebauder Straße           | NAU       | 2000                    | Cossebaude                                                                  | | | Teil der „Naundorfer Querspange“ zwischen der Meißner Straße und der Straßenbrücke Niederwartha, erster größerer Radebeuler Straßenneubau seit dem Zweiten Weltkrieg |
| Coswiger Straße              | NAU       | 1925                    | Coswig                                                                      | vor 1839 Naundorf-Zitzschewiger Weg, ca. 1839 Kirchweg, Zitzschewiger Straße | 1, 7 | |
| Coswiger Straße              | ZIT       | 1925                    | Coswig                                                                      | vor 1839 Naundorf-Zitzschewiger Weg, ca. 1839 Kirchweg | 23 | |
| Damaschkeweg                 | RAD       | 1926                    | Adolf Damaschke                                                             | | 3–13, 4–14, 15–25, 16–26, 28, 30 | |
| Dammweg                      | ZIT       | 1925                    |                                                                             | | | nach den sogenannten Dammstücken am alten Zitzschewiger Elbdamm |
| Dippelsdorfer Straße         | KOO       | 1905                    | Dippelsdorf                                                                 | | | Teil der Kreisstraße 8018 |
| Dorfgrund                    | WAH       | 1893                    | Dorfgrund                                                                   | | | Nebental des Lößnitzgrunds. Gleichnamiger Name des alten Verbindungswegs zwischen Wahnsdorf und der Grundmühle, schon im frühen 19. Jh. belegt. Im Grund fließt der Wahnsdorfer Bach. |
| Dr.-Külz-Straße              | NDL       | 1948                    | Wilhelm Külz                                                                | 1875 Grüne Straße, 1939–45 Erich-Kunz-Straße | 2, 4, 16, 18, 20, 21, 22, 24, 26, 25, 32, 34, 40 | |
| Dr.-Rudolf-Friedrichs-Straße | KOE       | 1947                    | Rudolf Friedrichs                                                           | Lange Straße, 1934–45 Langemarkstraße | 11 | |
| Dr.-Rudolf-Friedrichs-Straße | NDL       | 1947                    | Rudolf Friedrichs                                                           | Lange Straße, 1934–45 Langemarkstraße | 12, 13, 17, 19, 22, 24, 26, 25, 27, 31, 42 | Max von Weddig |
| Dr.-Rudolf-Friedrichs-Straße | WAH       | 1947                    | Rudolf Friedrichs                                                           | Lange Straße, 1934–45 Langemarkstraße | | |
| Dr.-Schmincke-Allee          | SER       | 1945                    | Richard Schmincke                                                           | nach 1876 Albertstraße (nördlich der Meißner Straße), Amalienstraße (südlich der Meißner Straße), 1903 Kaiser-Friedrich-Allee | 1a, 1c, 2, 3, 4, 5, 8, 9, 10, 11, 13, 16, 17, 18, 19, 20, 21, 22, 23, 27 | Straßenausbau 1876. Ernst Engel, Ludwig Haller-Rechtern (Nr. 7), Alfred Pasternak, Luise Pasternak, Clara von Dincklage-Campe, Neumann Verlag |
| Dreizehn-Brücken-Weg         | KOO       | 1940                    |                                                                             | Gründchen | | um 1880 durch den Verschönerungsverein für die Lößnitz angelegt, benannt nach den zahlreichen Flussquerungen des Lößnitzbachs und des Lindenaubachs |
| Dresdner Straße              | RAD       | ca. 1839                |                                                                             | Stadtweg | 11, 27, 87/89, 91, 97/99 | alter Verbindungsweg nach Dresden |
| Drosselweg                   | KOO       | frühes 20. Jh.          |                                                                             | | | |
| Dürerstraße                  | KOE       | 1897                    | Albrecht Dürer                                                              | | 1, 2a, 5, 7 | |
| Ebereschenweg                | SER       | 1929                    |                                                                             | | | |
| Eduard-Bilz-Platz            | OBL       | 2002                    | Eduard Bilz                                                                 | 1908–1945 Königsplatz | | Namensweihung 1908 im Beisein von Friedrich August III. Bilz lebte im Augustusweg 110, sein Sanatorium Eduard-Bilz-Straße 53–57 |
| Eduard-Bilz-Straße           | RAD       | 1945                    | Eduard Bilz                                                                 | 16. Jh. Straken (Teilstück, auch strakken, strokken), 19. Jh. Strakenweg bzw. Strakenstraße, 1876 Grenzstraße, 1888 Lutherstraße (südlich der Meißner Straße), 1903 Gabelsberger Straße (nördlich der Meißner Straße), 1935–45 Straken      | 1, 3, 5, 8, 9, 18, 20 | etappenweiser Straßenausbau ab 1876. Bilz lebte im Augustusweg 110. Albert Patitz, Emil Heinrich Otto Müller (Nr. 7) |
| Eduard-Bilz-Straße           | SER       | 1945                    | Eduard Bilz                                                                 | 16. Jh. Straken (Teilstück, auch strakken, strokken), 19. Jh. Strakenweg bzw. Strakenstraße, 1876 Grenzstraße, 1905 Gabelsberger Straße (nördlich der Meißner Straße), 1935–45 Straken                                                      | 28, 30 | etappenweiser Straßenausbau ab 1876. Bilz lebte im Augustusweg 110 |
| Eduard-Bilz-Straße           | OBL       | 1945                    | Eduard Bilz                                                                 | 16. Jh. Straken (Teilstück, auch strakken, strokken), 19. Jh. Strakenweg bzw. Strakenstraße, 1876 Grenzstraße, 1905 Sophienstraße (von Alvslebenplatz bis Eduard-Bilz-Platz) bzw. Strakenstraße (bis Ortsgrenze Wahnsdorf), 1935–45 Straken | Figurengruppen, 21, 23, 27, 31, 33, 34, 35, 36, 37, 42, 44, 46, 49, 49c,d, 53, 55, 55a, 55b, 57, 54, 60, 62 | etappenweiser Straßenausbau ab 1876. Eduard Bilz, Ewald Bilz, Max Alfred Bilz, Eugen Bilfinger, Marie Ziller, Magdalene Kreßner, Hedwig von Schreibershofen, Georg Vitzthum von Eckstädt, Richard Müller, Hanns Max Hackenberger |
| Eggersweg                    | OBL       | 1945                    | Hugo Eggers, Ortsrichter                                                    | 1935 Horst-Wessel-Weg | | Das erste Teilstück 1908 vom Verschönerungsverein als Wanderweg angelegt |
| Eigenheimstraße              | NAU       | 1913                    |                                                                             | | | |
| Einsteinstraße               | RAD       | 1945                    | Albert Einstein                                                             | ca. 1900 Moltkestraße | 2, 6, 8, 9, 12, 14 14a, 16, 20, 22, 23, 24, 26, 28, 29, 30 | Teil des historischen, von Radebeul bis Bühlau führenden Rennsteigs (auch Langer Weg). Friedrich A. Bäßler, Friedrich Ernst Todtenhaupt |
| Elbblick                     | KOE       | 1997                    | Elbe                                                                        | | | |
| Elbstraße                    | KOE       | 1876                    | Elbe                                                                        | Dammweg, Elbgäßchen, Dammgäßchen | | |
| Emil-Högg-Straße             | OBL       | 1991                    | Emil Högg                                                                   | ca. 1905 Kaiser-Wilhelm-Straße, 1945 Josef-Wagner-Straße | 7, 8, 10, 12, 14, 15, 22 | Högg wohnte Marienstraße 12a. Ernst Katzer (Nr. 19) |
| Emilienstraße                | RAD       | 1898                    | Emilie, Ehefrau von Carl Kolbe                                              | | | Die Kolbes wohnten Zinzendorfstraße 16 |
| Emil-Schüller-Straße         | KOE       | 1923                    | Emil Schüller                                                               | | | ehemaliger Gemeindevorstand Emil Schüller (1871–1923) von Kötzschenbroda (1904–1923), der sich insbesondere um den Orts- und Straßenausbau sowie die Förderung der gewerblichen Entwicklung verdient machte |
| Ernst-Kegel-Straße           | RAD       | 2001, 2010              | Ernst Kegel                                                                 | | | Straßenneubau. Ernst Kegel wohnte in der Meißner Straße 108. |
| Eulengrund                   | ZIT       | 1940                    | Eulengrund                                                                  | frühes 19. Jh. Eulengründchen | | Seitental des Rietzschkegrunds |
| Fabrikstraße                 | KOE       | 1908                    |                                                                             | Kötitzer Straße | 9, 27 | alter Naundorfer Kirchweg nach Kötzschenbroda. Elektroarmaturenwerk JWH, Nudossi |
| Fabrikstraße                 | NAU       | 1908                    |                                                                             | Ziegelstraße | Lößnitzbad (47) | alter Naundorfer Kirchweg nach Kötzschenbroda |
| Fichtestraße                 | OBL       | 1937                    | Johann Gottlieb Fichte                                                      | | | |
| Fiedlergrund                 | OBL       | 1893                    | Alfred Fiedler                                                              | 16. Jh. Finsterer Grund, Walthersgrund | | Fiedler ließ am Fuße des gleichnamigen Taleinschnitts Fiedlergrund die Fiedlerhaus genannte Lungenheilstätte einrichten. Durch den Grund fließt der Fiedlerbach. |
| Finkenweg                    | NAU       | 1940                    |                                                                             | | | |
| Finstere Gasse               | NDL       | 1652 urkundlich erwähnt |                                                                             | 19. Jh. Finstergasse | 2, 4, 5 | bereits 1652 urkundlich erwähnte Berggasse. Wolfgang Balzer |
| Finstere Gasse               | KOO       | 1652 urkundlich erwähnt |                                                                             | 19. Jh. Finstergasse | | |
| Flemmingstraße               | KOE       | 1935                    | Johann Samuel Gottlob Flemming                                              | 1900 Louisenstraße | 3, 5 | Flemming wohnte im Pfarrgut (Altkötzschenbroda 40), nach der Emeritierung auf der Wettinshöhe (Auerweg 2). Lina Mayr (Nr. 2) |
| Fontainenplatz               | SER       | nicht gewidmet          |                                                                             | um 1890 „Fontainenplatz. Albertstrasse“, um 1905 Albertplatz | Rondell Dr.-Schmincke-Allee | Dr.-Schmincke-Allee 18–21 |
| Fontanering                  | RAD       | 2010                    | Theodor Fontane                                                             | | | Straßenneubau |
| Forststraße                  | RAD       | 1897                    | Staatsforst Junge Heide                                                     | | Fabrikationsgebäude, 3, 13, 22, 22a-d | |
| Freiligrathstraße            | RAD       | 1945                    | Ferdinand Freiligrath                                                       | Friedrich-August-Straße | 6 | Straßenausbau 1893 |
| Friedewaldweg                | KOO       | 1936                    | Friedewald                                                                  | | | |
| Friedewaldweg                | LIN       | 1936                    | Friedewald                                                                  | | | |
| Friedhofstraße               | RAD       | 1897                    | Friedhof Radebeul-Ost                                                       | Gucksgasse, Mühlweg | Friedhof Radebeul-Ost (11) mit May-Grabmal | Straßenausbau 1900 |
| Friedhofstraße               | SER       | 1897                    | Friedhof Radebeul-Ost                                                       | Gucksgasse, Mühlweg | 4, 8, 10, 12, 14 | 1735 von Nienborg dokumentiert. Straßenausbau 1900 |
| Friedlandstraße              | SER       | 1880                    | Haus Friedland                                                              | | 1, 4, 7, 10 | Straßenausbau 1885. Otto Baer |
| Friedrich-August-Höhe        | KOO       |                         | Friedrich August III.                                                       | 1908 König-Friedrich-August-Höhe | Wasserturm | Gehört zum Waldpark Radebeul-West |
| Friedrich-List-Straße        | NAU       | 1924                    | Friedrich List                                                              | | 8, 10, 12, 27, 47 | Dresdner Schnellpressenfabrik, Unitedprint.com SE |
| Friedrich-von-Heyden-Weg     | RAD       | 2001                    | Friedrich von Heyden                                                        | | | die 1882 angelegte Heydenstraße zwischen Kolbestraße und Sidonienstraße ging 1954 im Fabrikgelände der Chemischen Fabrik v. Heyden auf. |
| Friedsteinstraße             | NAU       | 1895                    | Friedstein, Neufriedstein                                                   | | | |
| Fritz-Schulze-Straße         | OBL       | 1945                    | Fritz Schulze                                                               | ca. 1900 König-Albert-Straße | 14, 18 | |
| Fürstenhainer Straße         | FUE       | 1905                    | Fürstenhain                                                                 | Fürstenhain | 4, 8, 9 | |
| Gartenstraße                 | RAD       | 1891                    |                                                                             | 1934–45 Sarrasanistraße | 10, 12, 14, 22, 23, 24, 25, 29, 34, 45, 46, 48, 51, 53/55, 57/59, 58, 61, 77 | nach dem historischen Flurnamen „Hinter den Gärten“. Straßenausbau des westlichen Teils 1891. Gerhard Madaus, Hans Stosch-Sarrasani senior, Gerhard Meyer, Hebenstreit-Rapido, Radebeuler Schuhfabrik, Madaus |
| Gartenweg                    | WAH       | 1922                    |                                                                             | | | |
| Gauernitzer Straße           | NAU       | 1998                    | Gauernitz                                                                   | | | |
| Gellertstraße                | RAD       | 1896                    | Christian Fürchtegott Gellert                                               | 1887 Schulstraße | 2, 3, 6, 7, 9 | Straßenausbau 1887 |
| Gemssteig                    | NDL       | ca. 1800                |                                                                             | Chemnitzgäßchen, Kemnitzgäßchen | | historische Berggasse, als Weiterführung des Ledenwegs bereits in den Kötzschenbrodaer Rügen (1497) erwähnt. Der Name ist eine Verballhornung von Kempnitz oder Kampnitz (slaw. für steiniger/felsiger Weg) |
| Gerhard-Madaus-Straße        | RAD       | 2001                    | Gerhard Madaus                                                              | | | Madaus erwarb u. a. das Weingut Johannisberg in der Johannisbergstraße 15 |
| Gerhart-Hauptmann-Straße     | ZIT       | 1924, 1991              | Gerhart Hauptmann                                                           | Alte Schulgasse, Schulstraße, 1933 v. Weddingenstraße, Rudolf-Renner-Straße | 8, 12 | Hauptmann hielt sich in den 1880er Jahren im Hohenhaus (Barkengasse 6) auf |
| Geschwister-Scholl-Straße    | KOE       | 1959                    | Geschwister Scholl                                                          | | | |
| Ginsterweg                   | KOO       | ca. 1950                |                                                                             | | | Martin Hellberg (Haus Hellberg, Nr. 51) |
| Goethestraße                 | RAD       | nach 1900               | Johann Wolfgang von Goethe                                                  | Her(r)mannstraße | 1, 4, 7, 9, 10, 11, 12, 15, 17, 19, 21, 30, 31, 33, 34, 35, 37 | Straßenausbau 1884 |
| Gohliser Straße              | SER       | 1946                    | Gohlis                                                                      | 1877 Eisoldstraße | 1, 2, 4, 8, 15 | 1735 von Nienborg dokumentiert |
| Gradsteg                     | KOE       | 1897                    |                                                                             | 1497 „der gerade steygk“, Marktgäßchen (südlich der Bahnlinie) | 1, 1b | historischer Verbindungsweg zwischen Kötzschenbroda und der zugehörigen Weinbergflur mit schnurgerader Wegführung. Moritz Lilie, Gebrüder Kießling |
| Gradsteg                     | NDL       | 1897                    |                                                                             | 1497 „der gerade steygk“ | 19, 34, 41, 44, 50, 51, 58 | historischer Verbindungsweg zwischen Kötzschenbroda und der zugehörigen Weinbergflur mit schnurgerader Wegführung. August Hermann Kreyssig (Nr. 30), Sebastian Hofmüller und Max Hofmüller (Nr. 42 Sängers Heim), Paul Wilhelm (Nr. 46), Max König (Nr. 46) |
| Graue-Presse-Weg             | WAH       | 1935                    | Graue Presse                                                                | | 16, 54, 60, 62 | benannt nach der Grauen Presse im ehemaligen, anliegenden Weingut Graue Presse. Dessen Weinpresse steht heute in der Hoflößnitz. Richard Seifert, Otto Baer |
| Gröbastraße                  | NDL       | 1927                    | Gröba-Siedlung                                                              | ca. 1900 Grüne Straße | 1, 3, 5, 14/16 | Alfred Fellisch (Nr. 10) |
| Großstückenweg               | NAU       | 1925                    |                                                                             | Jägerweg (Volksmund) | | nach altem Flurnamen (Großstücke) |
| Grüne Straße                 | OBL       | 1967                    |                                                                             | 1940 Nietzschestraße | | |
| Gutenbergstraße              | OBL       | 1903                    | Johannes Gutenberg                                                          | 1876 Querstraße (südlicher Teil), um 1900 Nordstraße (nördlicher Teil) | 16 | Straßenausbau 1876 |
| Gutenbergstraße              | SER       | 1903                    | Johannes Gutenberg                                                          | 1876 Querstraße (südlicher Teil), um 1900 Nordstraße (nördlicher Teil) | | Straßenausbau 1876 |
| Güterhofstraße               | KOE       | 1874                    | Güterhof Bahnhof Radebeul West                                              | | 1, 9a, 11 | Neumann Verlag, Edwin Bauer (Papyruswerk Kötzschenbroda) |
| Haidebergstraße              | OBL       | 1903                    | Staatsforst Haideberg in der Jungen Heide                                   | | 20 | |
| Hainstraße                   | KOE       | 1862                    | Fürstenhain                                                                 | | 6, 7 | alter Verbindungsweg nach Fürstenhain |
| Harmoniestraße               | KOE       | 1873                    | Gaststätte Harmonieschlößchen                                               | 1933–34 Adolf-Hitler-Straße | 7, 9 | Louise Roth (Nr. 5) |
| Hauptstraße                  | RAD       | 1991                    |                                                                             | 1641 Viehetreibe, Triebenweg (südlich der Meißner Straße) bzw. Russenstraße (nördlich der Meißner Straße), 1872 Bahnhofstraße (südlich der Meißner Straße), 1933 Hindenburgstraße, 1945 Ernst-Thälmann-Straße                               | 1, 4, 5, 6, 8, 9, 10, 11, 15, 16, 20, 22, 25/27 | historischer Viehweg zum Radebeuler Waldhutungsgebiet in der Jungen Heide. Max Czopka, Paul Martin Leonhardt |
| Hauptstraße                  | OBL       | 1991                    |                                                                             | 1641 Viehetreibe, Russenstraße, 1933 Hindenburgstraße, 1945 Ernst-Thälmann-Straße | 47, 49, 53, 58, 62, 64 | historischer Viehweg zum Radebeuler Waldhutungsgebiet in der Jungen Heide. Heinrich Severit, Leo Bönhoff |
| Hausbergweg                  | ZIT       | 1925                    | ehem. Weingut Hausberg                                                      | Lange Gasse, Lange Straße | | nach dem im 16. Jh. benannten Zitzschewiger Weinberg Hausberg |
| Haußigstraße                 | WAH       | 1922                    | Max Haußig                                                                  | | 3 | nach dem Reichsbahnoberdirektor Max Haußig (1868–1938), der als Erster an der 1899 angelegten Straße ein Haus errichtete |
| Heckenweg                    | SER       | 1937                    |                                                                             | | | |
| Heinrich-Heine-Straße        | NDL       | 1945                    | Heinrich Heine                                                              | 1890 Weststraße, 1936 Gneisenaustraße | 5, 6, 7, 8, 10, 11a, 12 | Fritz Spindler, F. A. Bernhard Große |
| Heinrich-Zille-Straße        | NDL       | 1945                    | Heinrich Zille                                                              | seit dem späten 19. Jh. Grenzstraße, 1933 Franz-Seldte-Straße (Westteil bis Rosa-Luxemburg-Platz), seit dem späten 19. Jh. Magdalenenstraße, 1934 Ludendorffstraße (Ostteil ab Rosa-Luxemburg-Platz)                                        | 1, 5, 13, 13a, 15, 20, 22, 24, 26, 28, 30, 32, 34, 29a, 36, 39, 46, 56, 66, 68, 82 | entlang eines alten, bereits um 1600 verzeichneten Viehwegs. Heinrich Germer |
| Heinrich-Zille-Straße        | KOE       | 1945                    | Heinrich Zille                                                              | seit dem späten 19. Jh. Grenzstraße, 1933 Franz-Seldte-Straße | 47, 51, 55, 59, 61 | entlang eines alten, bereits um 1600 verzeichneten Viehwegs. Karl Friedrich von Süßmilch genannt Hörnig |
| Heinrichstraße               | NDL       | 1894                    | Heinrich Völkel                                                             | | 1, 7, 9 | der Kötzschenbrodaer Bauunternehmer baute die Straße aus und errichtete sich dort sein Wohnhaus |
| Hellerstraße                 | RAD       | 1897                    | Gasthof „Zum letzten Heller“                                                | 1926–33 Friedrich-Ebert-Straße | 7, 9, 10, 11 | entlang eines alten Heideweges, der sich im „Diebsteig“ fortsetzt. Nach dem ehemals anliegenden Gasthof „Zum letzten Heller“. Straßenausbau 1894/95. Steckenpferd (VEB). Max Manitius (1911, Nr. 22) |
| Herderstraße                 | RAD       | 2000                    | Johann Gottfried Herder                                                     | | | |
| Hermann-Hesse-Straße         | RAD       | 2000                    | Hermann Hesse                                                               | | | |
| Hermann-Ilgen-Straße         | KOE       | 1936                    | Hermann Ilgen                                                               | Environweg, 1860 Gartenweg, 1878 Schulstraße, 1886 Gartenstraße, Hindenburgstraße | 3, 28, 30, 36, 38, 40, 42, 44, 46, 48, 56, 58, 60, 62 | Ilgens Löwen-Apotheke lag in der Bahnhofstraße an der Ecke zur heutigen Hermann-Ilgen-Straße. Wilhelmine Heimburg, Hugo Behrens, Adolf Schruth |
| Hermann-Löns-Weg             | KOO       | 1939                    | Hermann Löns                                                                | | | |
| Hermann-Löns-Weg             | NAU       | 1939                    | Hermann Löns                                                                | | | |
| Hinter den Gärten            | NAU       | 1925                    |                                                                             | Heckenweg, um 1900 Gartenstraße | | |
| Hinter den Weinbergen        | KOO       | 1995                    |                                                                             | | | |
| Hinter den Weinbergen        | NAU       | 1995                    |                                                                             | | | |
| Hoflößnitzstraße             | SER       | 1877                    | Hoflößnitz                                                                  | | 2, 4, 6, 15 | im Zuge des alten Serkowitzer Mittelstegs. Friedrich Rötschke, Josef Rudolf Lewy |
| Hoflößnitzstraße             | OBL       | 1897                    | Hoflößnitz                                                                  | | 47, 54, 56, 58, 60, 64, 68, 72 | im Zuge des alten Serkowitzer Mittelstegs. Karl Fritsch, Wilhelm Bünger, Doris Hertwig-Bünger, Samuel Locke |
| Hohenhausweg                 | ZIT       | 1924                    | Hohenhaus                                                                   | Hohe Straße | | |
| Hohe Straße                  | KOE       | 1891, 1991              |                                                                             | 1933–35 Martin-Mutschmann-Straße, 1935–45 Hans-Schemm-Straße, 1945–91 Scheringerstraße | 4 | August Iffert, Edmund Kießling |
| Hohe Straße                  | NDL       | 1891, 1991              |                                                                             | 1933–35 Martin-Mutschmann-Straße, 1935–45 Hans-Schemm-Straße, 1945–91 Scheringerstraße | 29, 33, 35, 38, 39, 41, 45 | Silvia Brand, Thea von Harbou (Nr. 37: Villa Thea) |
| Höhenweg                     | NDL       | 1897                    |                                                                             | | 1, 5, 17 | alter Weinbergsweg. Hanni Weisse |
| Höhenweg                     | KOO       | 1897                    |                                                                             | | | alter Weinbergsweg |
| Hohlweg                      | OBL       | 1897                    |                                                                             | | 88b | alter Weinbergsweg |
| Hohlweg                      | WAH       | 1897                    |                                                                             | | | alter Weinbergsweg |
| Hölderlinstraße              | RAD       | 1945                    | Friedrich Hölderlin                                                         | 1890 Moritzstraße | 1, 2, 4, 8, 9 | Straßenausbau 1890. Fritz Lambert, Richard Lambert, Eduard Decarli |
| Horkenweg                    | NAU       | 1924                    |                                                                             | 1905 Weststraße | 1 | nach dem alten Flurnamen „Horken“ |
| Hörningplatz                 | OBL       | 1929                    | Bruno Hörning                                                               | 1974–99 Dr.-Salvador-Allende-Platz | Skulptur „Flora mit Putto“ | nach Bruno Hörning (1868–1935), Gemeindevorstand/Bürgermeister von Oberlößnitz (1904–1933). Hörning wohnte in der Wettinstraße 9 |
| Horst-Viedt-Straße           | NDL       | 2010                    | Horst Viedt                                                                 | 1897 Südstraße, 1920 Ludendorffstraße, 1929 Friedewaldstraße, 1933 Schlageterstraße, 1945 Horst-Vieth-Straße (Falschschreibung) | 1, 3, 11, 15, 19, 21 | Horst Viedt, Mitglied des Nationalkomitees Freies Deutschland. Die falsche Schreibweise des Straßennamens wurde 2010 korrigiert. Aegidius Strauch |
| Huhlbergweg                  | ZIT       | 1925                    | Weinberg Huhlberg                                                           | Siedlerweg | | nach dem alten Weinbergsnamen Huhlberg (1839) |
| Humboldtstraße               | NDL       | 1894                    | Alexander von Humboldt                                                      | | 1, 3, 5, 7, 9, 11 | Alfred Müller |
| Jagdweg                      | NDL       | 1897                    |                                                                             | | 6, 7 | alte Wegeverbindung. Name schon vorher gebräuchlich. Kurt Türke |
| Jägerhofstraße               | NDL       | 1925                    | Gasthaus „Zum Jägerhof“                                                     | 1903 Semperstraße | 17a, 33, 47 | |
| Jägerhofstraße               | KOO       | 1925                    | Gasthaus „Zum Jägerhof“                                                     | ca. 1800 Jagdweg | | |
| Jägerhofstraße               | LIN       | 1925                    | Gasthaus „Zum Jägerhof“                                                     | ca. 1800 Jagdweg | | |
| Jägerstraße                  | KOO       | 1905                    |                                                                             | | 4 | |
| Jakob-Michael-Lenz-Straße    | RAD       | 2001                    | Jakob Michael Reinhold Lenz                                                 | | | |
| Johannesstraße               | NDL       | 1897                    |                                                                             | | 6/6a, 11, 13, 15 | |
| Johannisbergstraße           | NAU       | 1925                    | Johannisberg                                                                | ca. 1900 Moritzburger Straße | 5 | |
| Kaditzer Straße              | RAD       | 1890                    | Kaditz                                                                      | 1657 Kirchweg | Heimkehrerstein, 2, 5, 9, 11, 12 | Radebeuler Verbindungsweg zur Kirche in Kaditz. Johann Christian Ziller und Nachkommen |
| Kantstraße                   | RAD       | 1926                    | Immanuel Kant                                                               | | 1, 2, 19, 20 | Albert Zirkler |
| Kapellenweg                  | NAU       | 1926                    | Johanneskapelle Naundorf-Zitzschewig                                        | Grenzweg, Bischofspressenweg | Friedhof Naundorf-Zitzschewig (14) mit Johanneskapelle | |
| Kapellenweg                  | ZIT       | 1926                    | Johanneskapelle Naundorf-Zitzschewig                                        | Grenzweg, Bischofspressenweg | | |
| Karl-Kröner-Straße           | NDL       | 1998                    | Karl Kröner                                                                 | | | |
| Karl-Liebknecht-Straße       | NDL       | 1945                    | Karl Liebknecht                                                             | 1885 Königstraße | 1, 3, 4, 8, 10, 11, 12, 13, 14, 17 | sollte vor 1885 zur Hauptstraße von Niederlößnitz ausgebaut werden. Friedrich Wilhelm Nevoigt, Alfred Naumann |
| Karl-Marx-Straße             | RAD       | 1945                    | Karl Marx                                                                   | 1896 Bismarckstraße | 1, 2, 4, 5, 6, 7, 8, 10, 14, 16, 18, 20, 19, 21, 22 | Straßenausbau 1896 |
| Karl-May-Straße              | RAD       | 1932–45, 1985           | Karl May                                                                    | 1892 Kirchstraße, 1945–85 westl. Teil der Hölderlinstraße | 1, 2, Karl-May-Museum (5), Karl-May-Hain, 8, 13 | Straßenausbau 1890. Karl May (Villa „Shatterhand.“, Kirchstraße 5), Klara May, Patty Frank, Carl Lindeberg, Alwin Freudenberg |
| Karlstraße                   | NDL       | nach 1900               | Carl Barthel                                                                | 16. Jh. Steinberggäßchen, um 1600 Steinigtweg, um 1880 Carlstraße | 1, 4, 5, 8, 9, 10 | Carl Barthel war Anwohner, Gastwirt, Weinhändler, 1. Gemeindeältester und Ortsrichter. Ihm gehörte die anliegende Restauration Schweizerhaus |
| Käthe-Kollwitz-Straße        | KOE       | 1945                    | Käthe Kollwitz                                                              | 1890 Albertstraße, 1934 Graf-von-Spee-Straße | 4, 6, 8, 10, 12, 13, 16 | Straßenanlage 1880 |
| Käthe-Kollwitz-Straße        | NDL       | 1945                    | Käthe Kollwitz                                                              | 1874 Augustusstraße, 1934 Graf-von-Spee-Straße | 26 | Straßenanlage 1874. Hellmuth Rauner (Nr. 15), Wilhelm Heine (Nr. 24) |
| Käuzchenweg                  | NAU       | 1988                    |                                                                             | | | |
| Käuzchenweg                  | KOO       | 1988                    |                                                                             | | | |
| Kellereistraße               | NDL       | 1991                    | Sektkellerei Bussard                                                        | 1879 Forststraße, 1924 Weinbergstraße, 1935 Knohllnstraße, 1938 Herbigstraße, 1967 Georg-Weig-Straße | 1, 3, 8 | Teil der alten Kötzschenbrodaer Viehtriebe |
| Kiebitzweg                   | ZIT       | 1989                    |                                                                             | | | |
| Kiefernbruch                 | ZIT       | 1940                    |                                                                             | | | |
| Kiefernstraße                | RAD       | 1897                    |                                                                             | | | der Verlauf der 1878 angelegten Straße entspricht etwa dem historischen Brandweg (auch Husche oder Huschigweg) |
| Kiesgrubenweg                | KOO       | 1927                    |                                                                             | | | |
| Kirchplatz                   | RAD       | 1934                    |                                                                             | | Lutherkirche (1), 2 | |
| Klara-May-Weg                | NDL       | 1999                    | Klara May                                                                   | | | Klara May wohnte Karl-May-Straße 5 |
| Kleine Elbstraße             | KOE       | 1999                    | Elbe                                                                        | Elbstraße II | | |
| Kleine Rietzschke            | ZIT       | 1940                    |                                                                             | | | Nebental des Rietschkegrunds |
| Kleinstückenweg              | NAU       | 1940                    |                                                                             | | | bereits um 1800 gebräuchlicher Flurname „Kleinstücke“ |
| Kleiststraße                 | RAD       | 2000, 2010              | Heinrich von Kleist                                                         | | | Straßenneubau |
| Knohllweg                    | OBL       | 1939                    | Johann Paul Knohll                                                          | | Hoflößnitz | Burggrafen von Dohna, Wilhelm I. (Meißen), Johann Georg I., Johann Georg II., August der Starke, August III., weitere Wettiner, Johann Paul Knohll, Bernhard von Rabenhorst |
| Knollenweg                   | NAU       | 1921                    |                                                                             | Knollengasse | 8 | nach einer schon um 1400 gebräuchlichen Weinbergsbezeichnung (Knol). Carl Pfeiffer |
| Kolbestraße                  | RAD       | 1935                    | Carl Kolbe                                                                  | 1887 Fabrikstraße | | Straßenausbau 1887. Waffelfabrik Haubold & Richter |
| Körnerweg                    | NDL       | 1898                    | Theodor Körner                                                              | | 2, 3, 4, 5, 6, 10 | ehemaliger Privatweg. Herbert König, Emil Peschel (ließ die Straßenbenennung vornehmen), Julius Dehne |
| Kötitzer Straße              | KOE       | 1924                    | Kötitz                                                                      | Glanze, Fürstenweg | 2, 3, 8 | alter Kommunikationsweg zwischen Kötzschenbroda und Kötitz |
| Kötitzer Straße              | NAU       | 1924                    | Kötitz                                                                      | Glanze, Fürstenweg, Naundorfer Straße | 39, 70, 113, 125, 127, 129, 131, 133, 135, 137, 139, 141, 143 | alter Kommunikationsweg zwischen Kötzschenbroda und Kötitz |
| Kottenleite                  | NAU       | 1924                    |                                                                             | Kottenleitenweg, 1900 Forststraße | 22 | entlang eines alten Viehwegs zwischen Naundorf und Lindenau, der östlich gelegene Hang bereits im frühen 19. Jh. Kottenleithe |
| Kottenleite                  | NDL       | 1924                    |                                                                             | Kottenleitenweg, 1900 Forststraße | | entlang eines alten Viehwegs zwischen Naundorf und Lindenau, der östlich gelegene Hang bereits im frühen 19. Jh. Kottenleithe |
| Kottenleite                  | KOO       | 1924                    |                                                                             | Kottenleitenweg, 1900 Forststraße | | entlang eines alten Viehwegs zwischen Naundorf und Lindenau, der östlich gelegene Hang bereits im frühen 19. Jh. Kottenleithe |
| Kötzschenbrodaer Straße      | SER       | 1877                    | Kötzschenbroda                                                              | Alte Meißner Straße | 17, 19, 37, 39 (Lügenmuseum), 47, 50, Weiberstein | Teil der alten hochwassergefährdeten Fernstraße Dresden-Leipzig (Leipziger Landstraße, Alte Meißnische Straße), 1788 durch die höhergelegene Chaussee (Meißner Straße) ersetzt. |
| Kötzschenbrodaer Straße      | KOE       | 1935                    | Kötzschenbroda                                                              | Alte Meißner Straße, 2. H. 19. Jh. Dresdner Straße, Serkowitzer Straße | 145, Friedhof Radebeul-West (166), 182, 187 | Teil der alten hochwassergefährdeten Fernstraße Dresden-Leipzig (Leipziger Landstraße, Alte Meißnische Straße), 1735 von Nienborg dokumentiert, 1788 durch die höhergelegene Chaussee (Meißner Straße) ersetzt. |
| Kötzschenbrodaer Straße      | FUE       | 1935                    | Kötzschenbroda                                                              | Alte Meißner Straße, 2. H. 19. Jh. Dresdner Straße, Serkowitzer Straße | | Teil der alten hochwassergefährdeten Fernstraße Dresden-Leipzig (Leipziger Landstraße, Alte Meißnische Straße), 1788 durch die höhergelegene Chaussee (Meißner Straße) ersetzt. Die heutigen Hausnummern 189, 191, 193, 195 bilden das 20. bis 23. Anwesen Fürstenhains |
| Krapenbergweg                | ZIT       | 1924                    | Krapenberg                                                                  | Steinbruchgasse, im 19. Jh. Löfflergasse | | alter Viehweg |
| Kreyernweg                   | KOO       | 1897                    | Kreyern                                                                     | | | |
| Kreyernweg                   | NAU       | 1897                    | Kreyern                                                                     | | | |
| Kroatengrund                 | NAU       | 1924                    |                                                                             | Im unteren Teil ursprünglich Knollngrund | | nach einer unbewiesenen Überlieferung über das dortige Biwakieren kroatischer Soldaten im Siebenjährigen Krieg (1759). Der Platz an der Berghäusergemeinde um 1839 als Am Kroatengrund aktenkundig |
| Kroatenplatz                 | NAU       |                         |                                                                             | um 1839 Am Kroatengrund | | nach einer unbewiesenen Überlieferung über das dortige Biwakieren kroatischer Soldaten im Siebenjährigen Krieg (1759). Der Platz an der Berghäusergemeinde um 1839 als Am Kroatengrund aktenkundig |
| Kuckucksweg                  | KOO       | 1989                    |                                                                             | | | |
| Kynastweg                    | ZIT       | 1905                    | anliegendes Weingut Kynast                                                  | Löfflersgasse | 2, Haus Kynast (26), 37 | Familie von Bomsdorff, August von Witzleben, Heino Kretzschmar, Ewald Hilger, Hans Marschall |
| Lachenweg                    | ZIT       | 1988                    |                                                                             | | | |
| Langenbergweg                | ZIT       | 1924                    |                                                                             | Patzings Gasse | | nach einem schon im 15. Jh. belegten Weinbergsnamen |
| Langenwiesenweg              | WAH       | 1922                    |                                                                             | | | nach einem alten Flurnamen |
| Ledenweg                     | KOE       | 1897                    |                                                                             | 1497 „fußsteygk zu den kempnitz hinan“ | 1, 2a, 2b, 8 | alter Weg, Name von Lehde abgeleitet. Johannes Wilhelm Hofmann, Wiljalba Frikell |
| Ledenweg                     | NDL       | 1935 (nördlicher Teil)  |                                                                             | 1497 „fußsteygk zu den kempnitz hinan“, bis 1935 Schulstraße | 13, 14, 21, 22, 31, 35, 39, 41, 43 | alter Weg, Name von Lehde abgeleitet. Clara Salbach, Alfred Naumann, Adolf von Rabenhorst (Nr. 34) |
| Lerchenweg                   | ZIT       |                         |                                                                             | | | |
| Lessingstraße                | RAD       | 1900                    | Gotthold Ephraim Lessing                                                    | | 1, 2/4, 9 | Straßenausbau 1910, Verlängerung 2011 |
| Lindenaustraße               | NDL       | 1905                    | Lindenau                                                                    | | 3, 4, 6, 7, 9, 9a, 12 | siehe auch Villenkolonie Altfriedstein |
| Lindenweg                    | NAU       | 1993                    |                                                                             | | | |
| {}Löfflergasse               | ZIT       | 2007                    |                                                                             | | | |
| Lößnitzbachweg               | SER       |                         | Lößnitzbach                                                                 | | | Parallel zur Straße des Friedens, jedoch westlich des Lößnitzbachs |
| Lößnitzgrundstraße           | OBL       | 1935                    | Lößnitzgrund                                                                | 1897 Grundstraße, 1912 Bachstraße | 2, 8, 13, 19, 23, 27, 27a | Karl May (Villa Agnes, Nizzastraße 13), Bernhard Behrens (Nr. 4, Villa Jever) |
| Lößnitzgrundstraße           | WAH       | 1935                    | Lößnitzgrund                                                                | 1897 Grundstraße, 1912 Bachstraße | 37, 41, 43, 46/48, 47, 49, 81 | Elektrizitätswerk Niederlößnitz |
| Lößnitzgrundstraße           | KOO       | 1935                    | Lößnitzgrund                                                                | 1897 Grundstraße, 1912 Bachstraße | 82/84, 140 | Gebrüder Ziller, Kunstmaler Erwin Langer |
| Lößnitzstraße                | KOE       | 1897                    | Lößnitz                                                                     | | 5, 6 | Karl May (Lößnitzstraße 11) |
| Louisenstraße                | RAD       | 1897                    |                                                                             | 1966–91 Maurice-Froment-Straße | 1, 2, 3, 4, 5, 6, 7, 8, 9, 10, 11, 13 | vermutlich nach einer Angehörigen des sächsischen Königshauses. Straßenausbau 1895–97 |
| Ludwig-Jahn-Straße           | KOE       | 1970                    | Friedrich Ludwig Jahn                                                       | 1895 Körnerstraße, 1923 August-Gruner-Straße | 2 | Straßenausbau 1895 |
| Ludwig-Richter-Allee         | KOE       | 1945                    | Ludwig Richter                                                              | 1875 Thienemanns Allee, 1901 Alleestraße, 1933 Horst-Wessel-Straße | 5, 7 | Mitte des 17. Jh. angelegte Zufahrt zum Weinbergsbesitz Altfriedstein, siehe Villenkolonie Altfriedstein |
| Ludwig-Richter-Allee         | NDL       | 1945                    | Ludwig Richter                                                              | 1875 Thienemanns Allee, 1903 Alleestraße, 1933 Horst-Wessel-Straße | 6, 8, 9, 15, 17, 21, 24, 27, 28, 30, 31, 32, 33 | Adolf Neumann, Melitta und Helene Meyer genannt von Sallawa und Radau, Senfft von Pilsach, Benno von Massow (Nr. 19) |
| Lutherstraße                 | KOE       | 1885                    | Martin Luther                                                               | | 4, 6 | Straßenausbau 1885 |
| Magdalenenstraße             | NDL       | 1999                    | Magdalenenasyl „Talitha kumi“                                               | | | das Magdalenenasyl „Talitha kumi“ (heute Hedwig-Fröhlich-Haus) liegt in der Heinrich-Zille-Straße 15 |
| Makarenkostraße              | NDL       | 1967                    | Anton Semjonowitsch Makarenko                                               | ca. 1900 Friedrich-August-Straße (nach dem Anwohner Friedrich August Ramm), 1935 August-Iffert-Straße | 5, 7, 8 | Max Witschel |
| Marienstraße                 | RAD       | 1893                    | Marie, Ehefrau des Oberlößnitzer Gemeindeältesten Johann Gottlieb Findeisen | | 5, 7, 12a, 18 | Emil Högg, Hilmar Knorr (Nr. 21), Richard König (Nr. 24) |
| Maxim-Gorki-Straße           | SER       | 1945                    | Maxim Gorki                                                                 | 1877 Oststraße, 1934 Russenstraße | 1 | Straßenausbau 1877 |
| Maxim-Gorki-Straße           | RAD       | 1945                    | Maxim Gorki                                                                 | 1934 Russenstraße | 17 | |
| Maxim-Gorki-Straße           | OBL       | 1945                    | Maxim Gorki                                                                 | Niedere Berggasse (Teilstück), Untere Bergstraße, Kronprinzenstraße, 1934 Russenstraße | 16, 18, 22, 25, 28, 30, 40 | |
| Meiereiweg                   | KOO       | 1881                    | Meierei                                                                     | | Bilzbad (108) | Eduard Bilz, Willy Johannes Bilz, Emil Zimmermann |
| Meißner Straße               | RAD       | 1935, 1991 erneuert     | Meißen                                                                      | 1661 Leipziger Landstraße, 1788 Chaussee bzw. Leipzig-Dresdner Chaussee, Leipziger Straße, 1935 Meißner Straße, 1945 Stalinstraße, 1961 Wilhelm-Pieck-Straße                                                                                | 15, 17, 21, 23, 29, 30, 31, 35, 37, 47, 52, 57, 59, Trafoturm, 96, 101, 103, DDR-Museum Zeitreise (105) | Teil der Fernchaussee Dresden-Leipzig, die 1788 die hochwassergefährdete Fernstraße (Kötzschenbrodaer Straße) ersetzte. Heute Teil der Staatsstraße 82. Gustav Thoenes, Friedrich von Heyden, Richard Seifert, Richard Müller, Rudolf Schmitt, Heinrich Severit, Erich Weber. Chemische Fabrik v. Heyden, Union-Werke, Teehaus GmbH |
| Meißner Straße               | SER       | 1935, 1991 erneuert     | Meißen                                                                      | 1661 Leipziger Landstraße, 1788 Chaussee bzw. Leipzig-Dresdner Chaussee, Leipziger Straße, 1935 Meißner Straße, 1945 Stalinstraße, 1961 Wilhelm-Pieck-Straße                                                                                | 112, 114, 121, 143, 148 | Teil der Fernchaussee Dresden-Leipzig, die 1788 die hochwassergefährdete Fernstraße (Kötzschenbrodaer Straße) ersetzte. Heute Teil der Staatsstraße 82. Friedrich Wilhelm Eisold, Johannes Eisold, Ernst Kegel (Nr. 108). Farbenfabrik O. Baer (Nr. 116) |
| Meißner Straße               | NDL       | 1935, 1991 erneuert     | Meißen                                                                      | 1661 Leipziger Landstraße, 1788 Chaussee bzw. Leipzig-Dresdner Chaussee, Dresdner Straße, Meissener Straße, 1935 Meißner Straße, 1945 Stalinstraße, 1961 Wilhelm-Pieck-Straße                                                               | Landesbühnen Sachsen (152), 154, 158, 162, 172 | Teil der Fernchaussee Dresden-Leipzig, die 1788 die hochwassergefährdete Fernstraße (Kötzschenbrodaer Straße) ersetzte. Heute Teil der Staatsstraße 82. Friedrich Wilhelm Eisold |
| Meißner Straße               | KOE       | 1935, 1991 erneuert     | Meißen                                                                      | 1661 Leipziger Landstraße, 1788 Chaussee bzw. Leipzig-Dresdner Chaussee, Dresdner Straße, Meissener Straße, 1935 Meißner Straße, 1945 Stalinstraße, 1961 Wilhelm-Pieck-Straße                                                               | 159, 177, 220, 221, 223, 226, 241, 243, 244, 247, 250, 253, 255, 256, 266, 268, 279, 280, 285, 288, 289, 292, 296, 297, 299, 313 | Teil der Fernchaussee Dresden-Leipzig, die 1788 die hochwassergefährdete Fernstraße (Kötzschenbrodaer Straße) ersetzte. Heute Teil der Staatsstraße 82. Lenelies Höhle-Gadegast, Eugen Hermann von Dedenroth, Gebrüder Kießling, Ernestine Schumann-Heink, Joseph Hallbauer, Friedrich Wilhelm Schwenk, Gerlinde Queißer, Max Manfred Queißer, Wilhelm Heine (Nr. 269, abgerissen), Oskar Ernst Bernhardt, Albert Aufschläger, Gustav Aufschläger |
| Meißner Straße               | NAU       | 1935, 1991 erneuert     | Meißen                                                                      | 1661 Leipziger Landstraße, 1788 Chaussee bzw. Leipzig-Dresdner Chaussee, Meissener Straße, 1935 Meißner Straße, 1945 Stalinstraße, 1961 Wilhelm-Pieck-Straße                                                                                | 312, 317, 322, 333 | Teil der Fernchaussee Dresden-Leipzig, die 1788 die hochwassergefährdete Fernstraße (Kötzschenbrodaer Straße) ersetzte. Heute Teil der Staatsstraße 82. |
| Meißner Straße               | ZIT       | 1935, 1991 erneuert     | Meißen                                                                      | 1661 Leipziger Landstraße, 1788 Chaussee bzw. Leipzig-Dresdner Chaussee, Meissener Straße, 1935 Meißner Straße, 1945 Stalinstraße, 1961 Wilhelm-Pieck-Straße                                                                                | 420, 426, 436, 443, 445, 455, 461 | Teil der Fernchaussee Dresden-Leipzig, die 1788 die hochwassergefährdete Fernstraße (Kötzschenbrodaer Straße) ersetzte. Heute Teil der Staatsstraße 82. |
| Melanchthonstraße            | KOE       | 1897                    | Philipp Melanchthon                                                         | | | |
| Mittelsteg                   | SER       | 1877                    |                                                                             | | | alter Verbindungsweg zwischen Serkowitz und der Oberlößnitz, bereits zu Beginn des 18. Jh. unter diesem Namen, 1735 von Nienborg dokumentiert |
| Mittelstraße                 | RAD       | 1897                    |                                                                             | Mittelsteg (südliches Teilstück) | 1, 2, 4, 6, 8, 10 | |
| Mittelweg                    | KOE       | 1970                    |                                                                             | | | |
| Mittlere Bergstraße          | NDL       | 1897                    |                                                                             | | Schloss Wackerbarth, 4 | Teil der historischen Salzstraße. Schloss Wackerbarth: August Christoph von Wackerbarth, Joseph Anton Gabaleon von Wackerbarth-Salmour, Christian Friedrich von Gregory, August Josef Ludwig von Wackerbarth, Carl Lang, Elise Polko, Albert von Carlowitz, Johann Georg Theodor Grässe, Otto Wagner |
| Mittlere Bergstraße          | NAU       | 1897                    |                                                                             | | 12, 14, 20 | Teil der historischen Salzstraße. |
| Mittlere Bergstraße          | ZIT       | 1897                    |                                                                             | | 22, 41, 42, 44, 44a, 53, 58 | Teil der historischen Salzstraße. Christoph Vitzthum von Eckstädt, Friedrich I. Vitzthum von Eckstädt |
| Mittlere Johannisbergstraße  | NAU       | 2000                    | Johannisberg                                                                | ca. 1900 Teilstück der Moritzburger Straße, 1925 Teilstück der Johannisbergstraße | | |
| Mohrenstraße                 | NDL       | 1915                    | Mohrenhaus                                                                  | 1715 Wüste Gasse, 19. Jh. Hohlweg um 1895 Ebengäßchen | 5, Mätressenschlösschen (10) | siehe auch Villenkolonie Altfriedstein |
| Mohrenstraße                 | NAU       | 1915                    | Mohrenhaus                                                                  | 1715 Wüste Gasse, 19. Jh. Hohlweg um 1895 Ebengäßchen | 14, 16 | Burkhart Ebe |
| Morgenleite                  | KOO       | 1960                    |                                                                             | | | |
| Moritzburger Straße          | KOE       | 1865                    | Moritzburg                                                                  | 1497 Fahrweg unter dem Leyme (Leimgrund) | 1, 3, 4, 5, 8 | entlang des alten Viehwegs zwischen Kötzschenbroda und Lindenau. Teil der Kreisstraße 8018. F. A. Bernhard Große |
| Moritzburger Straße          | NDL       | 1865                    | Moritzburg                                                                  | 1497 Fahrweg unter dem Leyme (Leimgrund) | 14, 19, 33, 37, 40, 41, 42, 44, 45, 50, 51, 53, 52, 54, 56, 60 | entlang des alten Viehwegs zwischen Kötzschenbroda und Lindenau. Teil der Kreisstraße 8018. Familien von Schonbergk, von Bose, Alwin Bauer, Oskar Wilhelm Schuster, Wilhelm Schöpff (Nr. 23). Sektkellerei Bussard |
| Moritzburger Straße          | KOO       | 1865                    | Moritzburg                                                                  | 1497 Fahrweg unter dem Leyme (Leimgrund), Dürrkittelgasse (oberhalb des Mohrenhauses) | 57, 59, 89, 91 | entlang des alten Viehwegs zwischen Kötzschenbroda und Lindenau. Teil der Kreisstraße 8018 |
| Moritzburger Straße          | LIN       | 1865                    | Moritzburg                                                                  | Dürrkittelgasse (oberhalb des Mohrenhauses) | | entlang des alten Viehwegs zwischen Kötzschenbroda und Lindenau. Teil der Kreisstraße 8018 |
| Moritz-Garte-Steg            | SER       | 1921                    | Moritz Garte, Pädagoge                                                      | 1897 Weintraubenweg, Weintraubensteg | | Straßenausbau 1921 |
| Mozartstraße                 | SER       | 1900                    | Wolfgang Amadeus Mozart                                                     | | 1, 2, 3, 6, 7, 8, 11 | Hermann Arthur Lier (Nr. 4) |
| Mühlgraben                   | SER       | 1897                    |                                                                             | Dorffrieden, 1877 Am Mühlgraben | | nach dem anliegenden Mühlgraben des Lößnitzbachs bei der Serkowitzer Talmühle |
| Mühlweg                      | OBL       | 1905                    | Grundmühle                                                                  | vor 1905 Grundweg | 62 | |
| Nach der Schiffsmühle        | ZIT       | 1935                    |                                                                             | Mühlweg | | alter Weg von Zitzschewig zur Kötitzer Schiffsmühle |
| Nach der Schiffsmühle        | NAU       | 1935                    |                                                                             | Mühlweg | | alter Weg von Zitzschewig zur Kötitzer Schiffsmühle |
| Neubrunnstraße               | RAD       | 1899                    |                                                                             | | | Straßenausbau 1899 |
| Neue Straße                  | KOE       | ca. 1860                |                                                                             | vor 1860 Im Winkel | 1, 12, 23 | Carl Reinhardt (Nr. 15) |
| Neufriedstein                | NDL       | 1898                    | Neufriedstein                                                               | Auf den Bergen | 1, Neufriedstein (2), 2a, 3a, 4, 5 | Herren von Köckeritz auf Burg Wehlen, Johann George Ehrlich |
| Neuhofweg                    | ZIT       |                         |                                                                             | | | |
| Neuländer Straße             | KOO       | 1924                    |                                                                             | 1911 Schulweg | 34 | nach dem bereits im 15. Jh. belegten Flurnamen „Neuländer“ |
| Neuländer Straße             | LIN       | 1924                    |                                                                             | 1911 Schulweg | | nach dem bereits im 15. Jh. belegten Flurnamen „Neuländer“ |
| Niederwarthaer Straße        | NAU       | 1897                    | Niederwartha                                                                | | | historischer Weg zwischen Naundorf und der Elbfurt nach Niederwartha. Teilstück eines der ältesten Wege in der Lößnitz, der die linkselbischen Höhenorte über die Elbfurt mit der alten Salzstraße verband |
| Niederwarthaer Straße        | KOE       | 1897                    | Niederwartha                                                                | | Elbebrücken Niederwartha | historischer Weg zwischen Naundorf und der Elbfurt nach Niederwartha. Teilstück eines der ältesten Wege in der Lößnitz, der die linkselbischen Höhenorte über die Elbfurt mit der alten Salzstraße verband |
| Nizzastraße                  | OBL       | 1903                    | Sächsisches Nizza                                                           | Niedere Berggasse, Untere Bergstraße (Teilstück) | 6, 7, 9, 10, 11, 12 | Sächsisches Nizza als Synonym für die Lößnitz, zurückgehend auf einen Ausspruch des sächsischen Königs Johann um 1860. Straßenausbau 1895. Pauline Ziller (jüngere Schwester der Gebrüder Ziller), Ernst Hugo von Wolf (Nr. 53) |
| Nizzastraße                  | SER       | 1903                    | Sächsisches Nizza                                                           | Niedere Berggasse, Untere Bergstraße (Teilstück), Untere Weinbergstraße (Teilstück) | 19, 24, 30, 35, 69 | Sächsisches Nizza als Synonym für die Lößnitz, zurückgehend auf einen Ausspruch des sächsischen Königs Johann um 1860. 1735 in Teilen von Nienborg dokumentiert. Straßenausbau 1895 |
| Nordstraße                   | NDL       | 1886                    |                                                                             | | 4 | Theodor Lobe |
| Novalisstraße                | RAD       | 2000                    | Novalis                                                                     | | | |
| Obere Bergstraße             | NDL       | 1991                    |                                                                             | um 1600 Hohe Gasse, 1875 Obere Gasse, Ende 19. Jh. Obere Bergstraße, 1905 Hohenzollernstraße, 1945 Rolf-Helm-Straße | 1, 3, 5, 7, 12, 13, 14, 16, 20, Minckwitzscher Weinberg (30, 30a, 30b), 35, 42, 44, 54, 56, 57, 58, 63, 64, 65, 65a-d, 82, 84 | Heinrich Henning August von Bredow, Familie von Minckwitz, Paul Wilhelm, Friedrich Wilhelm Nevoigt, Ruth Meier, Otto Steche |
| Obere Burgstraße             | NDL       | 1934                    |                                                                             | | 6 | Max Strauß |
| Obere Burgstraße             | KOO       | 1934                    |                                                                             | | | A. P. Walther (Nr. 12) |
| Obere Johannisbergstraße     | NAU       | 2000                    | Johannisberg                                                                | ca. 1900 Teilstück der Moritzburger Straße, 1925 Teilstück der Johannisbergstraße | 15/17 | Hofböttchermeister Jacob Krause, August Josef Ludwig von Wackerbarth, Emil Nacke, Gerhard Madaus |
| Oscar-Pletsch-Straße         | KOE       | 1935                    | Oscar Pletsch                                                               | 1913 Schillerstraße | 1 | Pletsch wohnte in der Borstraße 57 |
| Oststraße                    | SER       | 1994                    |                                                                             | vor 1980 Teil der Wasastraße, 1980 Erich-Jungmann-Straße | | |
| Otto-Baer-Straße             | RAD       | 2001                    | Otto Baer sen.                                                              | | | Der Unternehmer Otto Baer sen. war der Vater von Otto Baer jun., darüber hinaus 2. Gemeindeältester von Serkowitz. |
| Paradiesstraße               | NDL       | ca. 1850                | Paradies                                                                    | Niederer und Oberer Paradiesweg | 1, 3, 4, 5, 15, 18, 22, 26, 36, 46, 48, 54a, 56, 58, Grundhof (66/68) | schon um 1600 bestehender Weg. Hofprediger Christian Ehrgott Raschig, Johann Friedrich Anton Dehne, Reichsgerichtsrat a. D. Otto Suppes, Wilhelm Claus, Karl Kröner, Paul Wilhelm, Otto Rometsch, Gunter Herrmann, Georg Fritz Weiß (Nr. 9), Ernst Kuchenbuch (Nr. 19), Eugen Herbert Kuchenbuch (Nr. 19) |
| Patty-Frank-Weg              | NDL       | 1999                    | Patty Frank                                                                 | | | |
| Paul-Gerhardt-Straße         | SER       | 1913                    | Paul Gerhardt                                                               | | 1, 2, 4, 6, 8, 10, 13 | Straßenausbau 1916 |
| Paulsbergweg                 | ZIT       | 1925                    | Paulsberg                                                                   | ca. 1900 Friesengasse | 12, Paulsberg (21, 21a, 21b, 21c, 21d, 21e), 32 | Christoph Ritter, Curt Ewald von Germar, Carl Oskar von Friesen |
| Pestalozzistraße             | RAD       | 1883                    | Johann Heinrich Pestalozzi                                                  | 1875 Wilhelmstraße, 1933–45 Adolf-Hitler-Straße | 2, 3, 4, 5, 6, 11, 11a, 12, 13, 15, 16, 16a, 17, 19, 21, 23 | Straßenausbau 1875 |
| Pestalozzistraße             | SER       | 1883                    | Johann Heinrich Pestalozzi                                                  | 1875 Wilhelmstraße, 1933–45 Adolf-Hitler-Straße | 18, 39, 45, 47 | Straßenausbau 1875. Gabrielle von Neumann-Spallart (Nr. 28) |
| Pfeifferweg                  | WAH       | 1934                    | Berggasthaus „Zum Pfeiffer“                                                 | | 51 | |
| Platanenplatz                | SER       | nicht gewidmet          |                                                                             | 1930er Jahre | Trafostation Augustusweg | Trafostation mit Schnitzfiguren von Reinhold Langner |
| Preußerstraße                | RAD       | 1897                    | Johann Gottfried Preußer                                                    | um 1847 Schreiers Gasse | | nach dem Anwohner Johann Gottfried Preußer |
| Prof.-Wilhelm-Ring           | NDL       | 1967                    | Paul Wilhelm                                                                | 1903 Brühlstraße (nördlicher Teil), Lamsbachstraße (südlicher Teil) | Altfriedstein (1), 10, 16, 18, 19, 20, 26, Parkanlage, 28b | Siehe auch Villenkolonie Altfriedstein. Andreas Allenbecke von „Freibergk“, Christian Siegmund von Reichenbrodt auf Schrenkendorf, Oberlandweinmeister Friedrich Roos, Heinrich von Brühl, Louise Sophia Johanna Gräfin von Zinzendorf und Pottendorf, Ludwig Graf Senfft von Pilsach, Schilling & Graebner, Jeanne Berta Semmig, Ellen Schou, Alfred Sparbert, Martin Andersen Nexø                                                              |
| Querstraße                   | KOE       | ca. 1880                |                                                                             | | | |
| Rathenaustraße               | RAD       | 1922                    | Walther Rathenau                                                            | 1890 Georgstraße, 1933–45 Georgstraße | 2 | Straßenausbau 1890. Ernst Beckert |
| Rebenwinkel                  | NDL       | 1939                    |                                                                             | | | |
| Reichenberger Straße         | WAH       | 1957                    | Reichenberg                                                                 | | | entlang des alten Kommunikationswegs von Wahnsdorf nach Reichenberg |
| Reichsstraße                 | OBL       | 1893, 1991 erneuert     |                                                                             | 1893 Reichsstraße, 1986 Jean-Bertrand-Straße | 9, 15, 21 | |
| Rennerbergstraße             | NDL       | 1899                    | Rennerberg                                                                  | | 5, 7, 9, 11, 11a, 12, 14, 19/21/23 | nach der Familie Renner, über deren Weinberg die Straße geführt wurde. Walter König, Gussy Ahnert, Erich Weber |
| Retzschgasse                 | OBL       | 1840, 1925 (amtlich)    | Moritz Retzsch                                                              | Grüne Gasse, Rasengäßchen | 7 | Die in nördlicher Richtung verlaufende Retzschgasse führt genau auf das Retzschgut zu. |
| Richard-Müller-Straße        | RAD       | 2001, 2010              | Richard Müller                                                              | | | Straßenneubau |
| Richard-Wagner-Straße        | SER       | 1903                    | Richard Wagner                                                              | 1880 Königstraße | Haltepunkt Radebeul-Weintraube (3), 11, 13 | Straßenausbau 1880 (oder 1888, Benennung nach einem Anwohner) |
| Rieselgrundweg               | WAH       | ca. 1900                | Rieselgrund                                                                 | | | Ein steiler, teilweise abgetreppter Aufstieg führt zum Berggasthaus „Zum Pfeiffer“ |
| Riesestraße                  | RAD       | 1881                    | Lorenzo Riese                                                               | | 2 | Straßenanlage 1873, bis zur Meißner Straße durchgehend. Heute zur Hälfte vom Gelände des ehemaligen VEB Kraftwerksanlagenbau überbaut. Riese wohnte in der nach ihm benannten Straße (Nr. 6), heute abgebrochen. Dort ebenfalls: Ewald Genzmer |
| Riesestraße                  | SER       | 1881                    | Lorenzo Riese                                                               | | 3 | Straßenanlage 1873, bis zur Meißner Straße durchgehend. Heute zur Hälfte vom Gelände des VEB Kraftwerksanlagenbaus überbaut. Riese wohnte in der nach ihm benannten Straße |
| Rietzschkegrund              | ZIT       | 1897 (amtlich)          | Rietzschkegrund                                                             | 1686 Bettelgrund | 21, 23, 25, 37, 48 | Die gleichnamige Straße verläuft in Zitzschewig durch den Rietzschkegrund, durch den die Rietzschke fließt. Ermenegildo Antonio Donadini |
| Rietzschkegrund              | NAU       | 1897 (amtlich)          | Rietzschkegrund                                                             | 1686 Bettelgrund | | |
| Rietzschkegrund              | KOO       | 1897 (amtlich)          | Rietzschkegrund                                                             | 1686 Bettelgrund | | Die gleichnamige Straße verläuft durch den Rietzschkegrund, durch den die Rietzschke fließt. |
| Ringstraße                   | KOO       | 1897                    |                                                                             | | 16 | nach der ringförmigen Anlage |
| Robert-Koch-Straße           | NDL       | 1967                    | Robert Koch                                                                 | 1895 Bismarckstraße, 1933–45 Teil der Dietrich-Eckhartstraße, 1945 Teil der Soermusstraße | 3 | |
| Robert-Werner-Platz          | RAD       | 1932                    | Robert Werner                                                               | Bahnhofstraße, Gartenstraße und Mittelstraße (jeweils teilweise) | Platz, 3, 5, 6, 10, 11 | Robert Werner, Bürgermeister von Radebeul und Ehrenbürger 1927 |
| Rosa-Luxemburg-Platz         | NDL       | 1945                    | Rosa Luxemburg                                                              | Ende 19. Jh. Königsplatz, Magdalenenplatz, 1939 Ludendorffplatz | 1, 2, 3, 5 | |
| Roseggerstraße               | SER       | 1903                    | Peter Rosegger                                                              | 1897 Untere Hauptstraße | 1a, 2, 3, 4, 5, 8 | Straßenausbau 1898 |
| Rosenstraße                  | SER       | ca. 1900                | Gaststätte Rosenschänke                                                     | | 3, 9, 11, 15, 16, 17, 18, 24 | Straßenausbau 1890 (unterer Teil), 1900 (oberer Teil). Max Steinmetz, Alice Sommer, Paul Ziller |
| Rudolf-Harbig-Straße         | KOE       | 1960                    | Rudolf Harbig                                                               | | | |
| Sachsenstraße                | OBL       | 1897                    |                                                                             | | 7, 20, 22 | |
| Sandleite                    | ZIT       | 1933                    |                                                                             | | | |
| Scharfenberger Straße        | LIN       | 1933                    | Scharfenberg                                                                | | | |
| Schildenstraße               | RAD       | 1897                    | Weinberg „in den Schilden“                                                  | frühes 19. Jh. Schildgasse oder Schildengasse | 2, 6, 6a, 13, 17 | alter Radebeuler Dorfweg zum Mitte des 16. Jh. so genannten Weinberg „in den Schilden“ |
| Schillerstraße               | RAD       | 1896                    | Friedrich Schiller                                                          | | 12, 14, 15, 16, 17, 18, 19, 20, 21, 22, 29, 36 | August Koebig, Max Czopka |
| Schlegelstraße               | RAD       | 2001, 2010              | Friedrich Schlegel                                                          | | | Straßenneubau |
| Schluchtenweg                | KOO       | 1940                    |                                                                             | | | |
| Schuchstraße                 | NDL       | 1883                    | Ernst von Schuch                                                            | vor 1878 Gäßchen hinter der Weintraube, 1878 Weintraubenstraße | 2, 4, 6, 15/17 | Benannt auf Antrag von Ernst von Schuch, der dort wohnte. Ernst von Schuch, Clementine von Schuch-Proska, Liesel Schuch-Ganzel, Holm Eppendorff, Peter Hölzel (Nr. 9) |
| Schulstraße                  | WAH       | 1935                    | Volksschule Wahnsdorf                                                       | | | |
| Schumannstraße               | RAD       | 1891                    | Johann Gottlob Schumann oder Christian Traugott Schumann                    | bis 1935 Körnerstraße | 3, 5 | entweder nach dem Serkowitzer Ortsrichter Johann Gottlob Schumann (1808–1888) oder nach dem Serkowitzer Gemeindevorstand Christian Traugott Schumann (1840–1885). Straßenausbau 1891 |
| Schumannstraße               | SER       | 1891                    | Johann Gottlob Schumann oder Christian Traugott Schumann                    | | 21, 24 | entweder nach dem Serkowitzer Ortsrichter Johann Gottlob Schumann (1808–1888) oder nach dem Serkowitzer Gemeindevorstand Christian Traugott Schumann (1840–1885). Straßenausbau 1891 |
| Schützenweg                  | NAU       | 1925                    | Bogenschützen-Gesellschaft zu Kötzschenbroda                                | Ende 19. Jh. Schützenstraße (Reststück, siehe Wilhelm-Eichler-Straße) | | Teil des Zitzschewiger Kirchwegs nach Kötzschenbroda |
| Schweizerstraße              | NDL       | 1897                    | Schweizerstil, der Baustil der anliegenden Villen                           | 1884 Neue Straße, 1934–45 Von-Killinger-Straße | 3, 5, 6, 13, 15, 23 | Max Manitius (nach 1911–1933, Nr. 11) |
| Seestraße                    | RAD       | 1902                    |                                                                             | | 21/23, 25/27/29 | seit dem 17. Jh. Flurname „Seewiesen“ (siehe auch Seewiesenweg im benachbarten Kaditz). Straßenausbau ab 1899 |
| Serkowitzer Straße           | RAD       | 1905                    | Serkowitz                                                                   | Hauptstraße | 10, 15, 19, Friedhof Radebeul-Ost (33), 38 | alter Kommunikationsweg zwischen Radebeul und Serkowitz. Grufthaus Karl Mays |
| Serkowitzer Straße           | SER       | 1905                    | Serkowitz                                                                   | Radebeuler Straße | 35, 35a 35b 35c 35d 35e, 37, 37a, 45, 47, 47a, 50, 54, 72 | alter Kommunikationsweg zwischen Radebeul und Serkowitz, 1735 von Nienborg dokumentiert |
| Seweningstraße               | KOE       | 1909                    | Paul Sewening                                                               | | | nach Paul Sewening (1837–1904), dem stellvertretenden Vorsitzenden des sächsischen Gemeindetags und Gemeindevorstand von Kötzschenbroda (1890–1904), der insbesondere die Infrastruktur ausbaute |
| Sidonienstraße               | RAD       | 1874                    | Prinzessin Sidonie                                                          | 1934–45 Martin-Mutschmann-Straße | 1, Bahnhof Radebeul Ost (1a-c), 2, 2i, 14 | Carl Käfer, Alwin Freudenberg, Artur Bär (Nr. 8), Karl Emmerich-Eiben (Nr. 8) |
| Soermusstraße                | NDL       | 1945                    | Eduard Sõrmus                                                               | 1935 Dietrich-Eckart-Straße | | Sõrmus trat auch in Radebeul auf |
| Sonnenleite                  | KOO       | 1925                    |                                                                             | 1920 Birkenstraße | | alter Viehweg |
| Sonnenleite                  | LIN       | 1925                    |                                                                             | 1920 Birkenstraße | | alter Viehweg |
| Sonnenweg                    | ZIT       | 1997                    |                                                                             | | | |
| Sörnewitzer Straße           | NAU       | 1999                    | Sörnewitz                                                                   | Großstückenweg (Teilstück) | | |
| Spitzgrundweg                | ZIT       | 1925                    | Spitzgrund                                                                  | 19. Jh. Spitzmühlgasse, 1905 Spitzgrundstraße | | |
| Spitzhausstraße              | OBL       | 1935                    | Spitzhaus                                                                   | um 1900 Kammstraße, 1908 Panoramastraße, 1933–34 Adolf-Hitler-Straße | Spitzhaustreppe, Bismarckturm, 28, Spitzhaus (36) | Johann Georg I., Freiherr von Rechenberg, Familie von Wolframsdorf, Jacob Heinrich von Flemming, Reichsgräfin von Cosel, August den Starken, August III., weitere Wettiner, Friedrich Herrmann Hennicke. Gäste Joseph II., Karl X. von Frankreich, Otto I. von Griechenland, Wilhelm I. von Preußen |
| Spitzhausstraße              | WAH       | 1935                    | Spitzhaus                                                                   | um 1900 Kammstraße, 1908 Panoramastraße, 1933–34 Adolf-Hitler-Straße | | |
| Steinbachstraße              | SER       | 1905                    | Rudolf Curt Steinbach, Jurist                                               | | 7, 11, 16, 18, 21 | Straßenausbau 1908/09 |
| Steinbergweg                 | KOO       | 1986                    |                                                                             | | | |
| Steineichenweg               | ZIT       | 1986                    |                                                                             | | | |
| Steinweg                     | ZIT       | 1925                    |                                                                             | 19. Jh. Steingasse, 1905 Steinstraße | | |
| Stosch-Sarrasani-Straße      | NDL       | 1999                    | Stosch-Sarrasani                                                            | Dr.-Külz-Straße | 37, 39, 41, 43, 45 | vorher teilweise zur Dr.-Wilhelm-Külz-Straße gehörig. Stosch-Sarrasani sen. wohnte in der Gartenstraße 30; seinen Zirkus baute er im heutigen „Sarrasanihaus“ (Gartenstraße 54) auf |
| Straken                      | OBL       | 1935                    |                                                                             | 16. Jh. Straken (strakken, strokken), Ende 19. Jh. Strakenweg bzw. Strakenstraße | | historischer Verbindungsweg zwischen Radebeul und Wahnsdorf durch den Straken, der südliche Teil heißt heute Eduard-Bilz-Straße |
| Straken                      | WAH       | 1935                    |                                                                             | 16. Jh. Straken (strakken, strokken), Ende 19. Jh. Strakenweg bzw. Strakenstraße | | historischer Verbindungsweg zwischen Radebeul und Wahnsdorf durch den Straken |
| Straße der Jugend            | NDL       | 1967                    |                                                                             | 1897 Louisenstiftstraße | 3 | |
| Straße des Friedens          | SER       | 1945                    |                                                                             | 1875 Schulstraße, 1903 Criegernstraße | 35, 53, 55, 56, 57, 58, 59, 60 | historische Serkowitzer Viehtriebe, 1735 von Nienborg dokumentiert |
| Südstraße                    | SER       | 1905                    |                                                                             | | | Straßenausbau 1900 |
| Talkenbergweg                | ZIT       | 1925 (amtlich)          | Gasthof Talkenberger Hof                                                    | | 6 | bereits seit Ende des 19. Jh. gebräuchlich. Nach dem auf Coswiger Flur gelegenen Talkenberger Hof |
| Tännichtweg                  | NAU       | 1936                    |                                                                             | | 41, 43, 45, 47 | |
| Terrassenstraße              | NDL       | 1905                    |                                                                             | Kühnestraße | 1 | |
| Thalheimstraße               | SER       | 1877                    | Heinrich Robert Thalheim                                                    | Neue Straße | | Thalheim war ein Anwohner |
| Thomas-Mann-Straße           | NDL       | 1945                    | Thomas Mann                                                                 | 1891 Kaiserstraße (Nordteil), 1892 Teskestraße (Südteil bis zur Königstraße (Karl-Liebknecht-Straße)) | 1, 2, 3, 4, 6, 15, 17, 20 | Hugo Große, Charles Garke |
| Trachauer Straße             | RAD       | 1901                    | Trachau                                                                     | | 1, 7, 24/26, 28/30, 32/34 | alter Feldweg, Straßenausbau 1905 |
| Turmleite                    | KOO       | 1965                    | Wasserturm Radebeul                                                         | | | |
| Turnerweg                    | RAD       | 1898                    | Radebeuler Turnerschaft                                                     | | 1 | nach der Radebeuler Turnerschaft, die sich im anliegenden Gasthaus Goldene Krone traf. Straßenausbau 1898 |
| Uferstraße                   | KOE       | 1897                    |                                                                             | 19. Jh. Am Ufer bzw. (Hoch-)Ufergasse | 2a, 6, 8, 10, 17a | im Zuge des alten Verbindungswegs zwischen Kötzschenbroda und der Niederwarthaer Elbfurt. August Kaden, Felix Kaden |
| Uhlandring                   | RAD       | 2010                    | Ludwig Uhland                                                               | | | Straßenneubau |
| Untere Barkengasse           | ZIT       | 1999                    |                                                                             | Barkengasse (Teilstück) | | |
| Vierruthenweg                | KOE       | 1940                    |                                                                             | | | historischen Bezeichnung eines anliegenden Feldstücks, nach dessen Größe bezeichnet |
| Vorwerkstraße                | KOE       | 1897                    |                                                                             | 19. Jh. Auf dem Vorwerk | 3, 6, 7, 13c, 14 | nach dem vor 1555 aufgelösten Kötzschenbrodaer Vorwerk |
| Wackerbarthstraße            | NAU       | 1933                    | Wackerbarths Ruh’                                                           | Niederlößnitzer Straße | Schloss Wackerbarth | Ursprüngliche Adresse: Am Jacobstein 44 (Niederlößnitz), heute Wackerbarthstraße 1 (Niederlößnitz). Die neuen Produktionshallen stehen dagegen auf Naundorfer Flur. Auch Mittlere Bergstraße. |
| Wahnsdorfer Weg              | KOO       | 1936                    | Wahnsdorf                                                                   | | | |
| Waldstraße                   | OBL       | 1897                    |                                                                             | 1568 „wegk nachem baumfelde“ | 10, 20, 20f, 20g, 30, 32, 34 | entlang eines alten Weges an der Flurgrenze zwischen Radebeul und Oberlößnitz. Teil der Kreisstraße 8005. Straßenausbau 1897. Friedrich Henning von Arnim, Curt Robert von Welck, Max Morgenstern-Döring |
| Waldstraße                   | RAD       | 1897                    |                                                                             | 1568 „wegk nachem baumfelde“ | | entlang eines alten Weges an der Flurgrenze zwischen Radebeul und Oberlößnitz. Teil der Kreisstraße 8005 |
| Waldweg                      | KOO       | 1996                    |                                                                             | 1935 Buchholzweg (Teilstück) | | |
| Waldwiesenweg                | ZIT       | 1988                    |                                                                             | | | |
| Wasastraße                   | SER       | 1905                    | Wasa                                                                        | 1893/94 Ziegeleistraße (Teilstück südlich der Bahn) | 6, 8, 10, 9, 11, 12, 20, 21, 32, 38, 45, 46, 49, 55, 59, 64, 67, 68 | Südteil 1735 von Nienborg dokumentiert. Straßenausbau 1896–98. Max Brösel, Johannes Thaut (Nr. 18) |
| Weberstraße                  | SER       | 1877                    | Bertha Weber                                                                | | | dort ansässige Opernsängerin Bertha Weber († 1903), später amtlich auf Carl Maria von Weber zurückgeführt. Bertha Weber besaß die Nr. 1. Straßenausbau 1900. Fritz Lambert |
| Weberstraße                  | OBL       | 1902                    | Bertha Weber                                                                | Hohe Straße (nördlicher Teil) | 17, 20 | dort ansässige Opernsängerin Bertha Weber († 1903), später amtlich auf Carl Maria von Weber zurückgeführt. Straßenausbau 1900 |
| Weidenweg                    | ZIT       | 1933                    |                                                                             | | | |
| Weinbergstraße               | OBL       | 1935                    |                                                                             | um 1650 Hausgasse, Obere Berggasse, 1904 Obere Bergstraße, Bergstraße | 1a/1b, 3, 4, 5, 9, Meinholds Weinberg (10), 11, 14, 16, 18, 20, 24, 26, 26b, 28, 32, 32a, 34, 34a + Cikkurat, 36, 40, 42, 44, 46, 48, 48a                                                                                                   | alte Berggasse. Carl Christian Meinhold, Ulrich Aust, Moritz Retzsch, Richard Lange, Rainer Beck, Oswald Haenel, Martin Hammitzsch, Angela Hammitzsch, Walter von Boetticher, August Flockemann |
| Weinböhlaer Straße           | NAU       | 2000                    | Weinböhla                                                                   | | | |
| Weintraubenstraße            | SER       | 1900                    |                                                                             | | 3, 4, 5, 6, 7, 9 | Verbindung zwischen dem Gasthaus Goldene Weintraube und der ältesten Eisenbahnstation der Lößnitz Radebeul-Weintraube. Ludwig von Lossow, Margarethe Bohne |
| Weistropper Straße           | NAU       | 1940                    | Weistropp                                                                   | | 1, 3, 5, 7, 2, 4, 6, 8, 10, 9, 11, 12, 13, 15 | |
| Werner-Wittig-Weg            | NDL       | 2022                    | Werner Wittig                                                               | Öffentlicher Weg Nr. 31 | | |
| Weststraße                   | SER       | 1897                    |                                                                             | | 1 | Straßenausbau 1897 |
| Wettinstraße                 | OBL       | 1897                    | Wettiner                                                                    | 1945–93 Friedrich-Engels-Straße | 1, 2, 9, 12, 14, 15, 16, 19, 22 | Martin Bollert |
| Wichernstraße                | RAD       | 1945                    | Johann Hinrich Wichern                                                      | 1897 Albertstraße | 1b, 5, 6b, 7, 18, 20, 21/21a, 22, 23 | Straßenausbau 1885. Richard Seifert |
| Wielandstraße                | RAD       | 2000                    | Christoph Martin Wieland                                                    | | | |
| Wiesenstraße                 | RAD       | 1900                    |                                                                             | | | Straßenausbau 1900 |
| Wilhelm-Busch-Straße         | KOE       | 1945                    | Wilhelm Busch                                                               | 1905 Carolastraße, 1924 Admiral-Scheer-Straße | 1, 8 | |
| Wilhelm-Busch-Straße         | NDL       | 1945                    | Wilhelm Busch                                                               | 1905 Carolastraße, 1924 Admiral-Scheer-Straße | 9, 10, 11, 12, 16 | Adolf Neumann, Felix Sommer |
| Wilhelm-Eichler-Straße       | KOE       | 1991                    | Wilhelm Eichler von Eichkron                                                | Ende 19. Jh. Schützenstraße, 1911 Von-Otto-Straße, 1967 Straße der Deutsch-Sowjetischen Freundschaft | 7, 11, 13, 17, 19, 36 | Teil des Zitzschewiger Kirchwegs nach Kötzschenbroda. Wilhelm Eichler wuchs im väterlichen Anwesen Altkötzschenbroda 44 auf. Karl May (Villa Idylle, Schützenstraße 6 bzw. Wilhelm-Eichler-Straße 8) |
| Wilhelmstraße                | NDL       | 1886                    | Wilhelm Schumann, Bauunternehmer                                            | Dittrichstraße | 3 | |
| Winterkehle                  | NAU       | 1928                    |                                                                             | | | bereits im frühen 18. Jh. gebräuchlicher Naundorfer Flurname |
| Winzerstraße                 | NDL       | 1905                    |                                                                             | im 15. Jh. Hausgass(e), Berggasse, 18. Jh. Obere Berggasse, 1878 Mittlere Berggasse, 1880 Mittlere Bergstraße, 1950–92 Straße der Jungen Pioniere (östlicher Teil)                                                                          | 2, 3, 5a, 14, 22/24, 25, 25a, 27, 28, 29, 34, 35, 38, 43, 46, 47, 48a, 49, 55, 60, 61a, 67, 73, 79, 80, 82, 83, 84 | historische Berggasse, Teil der alten Salzstraße. Maximilian August von Schmieden, August von Schmieden, Richard Steche, Martin Anton Niendorf (Nr. 72), Johann Georg von Welck (Nr. 8) |
| Zechsteinweg                 | ZIT       | 1924                    | Zechstein                                                                   | Obere Berggasse | | alte Berggasse. Lehrpfad des sächsischen Weinbaus |
| Ziegeleiweg                  | NAU       | 1935                    |                                                                             | Ziegelweg | | |
| Zillerplatz                  | NDL       | Ende 19. Jh.            | Moritz Ziller                                                               | um 1891 „Fontainenplatz. Zillerstrasse“, 1950–92 Platz der Jungen Pioniere | | |
| Zillerstraße                 | NDL       | 1875                    | Moritz Ziller                                                               | | 1, 2, 3, 4, 5, 6, 7, 10, 11, 13, 15, 16, 19, 21, 23 | Woldemar Lippert, Alexander Kircher, Ewald Jammers, Antonius Jammers |
| Zinzendorfstraße             | RAD       | 1945                    | Nikolaus Ludwig von Zinzendorf                                              | Langer Weg, 1886 Carolastraße | 1, 7, 8, 13, 15, 16, 17 | entlang eines alten Verbindungswegs zwischen Radebeul und der Lößnitz. Straßenausbau 1882 und 1893. Carl Kolbe |
| –                            | OBL       |                         |                                                                             | bis 1945 Adolf-Hitler-Platz, ab 1945 George-Gross-Platz | | Der Platz war die Kreuzung Hauptstraße / Sachsenstraße, nächstgelegen zum Rathaus Oberlößnitz |